# Nigeria
Nigeria (/naɪˈdʒɪəriə/; phiên âm: "Ni-giê-ri-a"), tên chính thức là Cộng hòa Liên bang Nigeria (tiếng Anh: Federal Republic of Nigeria) là một quốc gia thuộc khu vực Tây Phi và cũng là nước đông dân nhất tại châu Phi với dân số đông thứ 6 trên thế giới. Theo số liệu tháng 7 năm 2013, dân số của Nigeria là 174.507.539 người. Nigeria giáp Bénin về phía tây, Niger về phía bắc, với Tchad về phía đông-bắc và với Cameroon về phía đông. Phía nam Nigeria là Vịnh Guinea, một bộ phận của Đại Tây Dương.
Con người đã có mặt tại Nigeria khoảng 9000 năm trước công nguyên. Trong lịch sử, tại Nigeria đã tồn tại rất nhiều quốc gia khác nhau với những nền văn hóa riêng đặc sắc. Bước sang thế kỷ XIX, Nigeria trở thành thuộc địa của Đế chế Anh. Nó giành được độc lập vào ngày 1 tháng 10 năm 1960. Tuy nhiên, sau đó Nigeria lại nằm dưới sự cai trị của chính phủ quân sự độc tài cho đến mãi năm 1999, khi nền dân chủ được phục hồi. Ngày nay, Nigeria là một nước đang phát triển và chỉ số phát triển con người đang dần cao. Nigeria là nước có trữ lượng dầu mỏ lớn nhất châu Phi và là thành viên của tổ chức các nước xuất khẩu dầu mỏ (OPEC). Nhờ xuất khẩu dầu mỏ, kinh tế Nigeria đã bắt đầu phát triển trong những năm gần đây nhưng vẫn phải đối mặt với nhiều thách thức to lớn. Năm 1960, Nigeria trở thành thành viên của Liên Hợp Quốc, ngoài ra nó còn tham gia các tổ chức khác như Liên minh châu Phi, và Khối Thịnh vượng chung Anh.

## Lịch sử

### Thời tiền sử

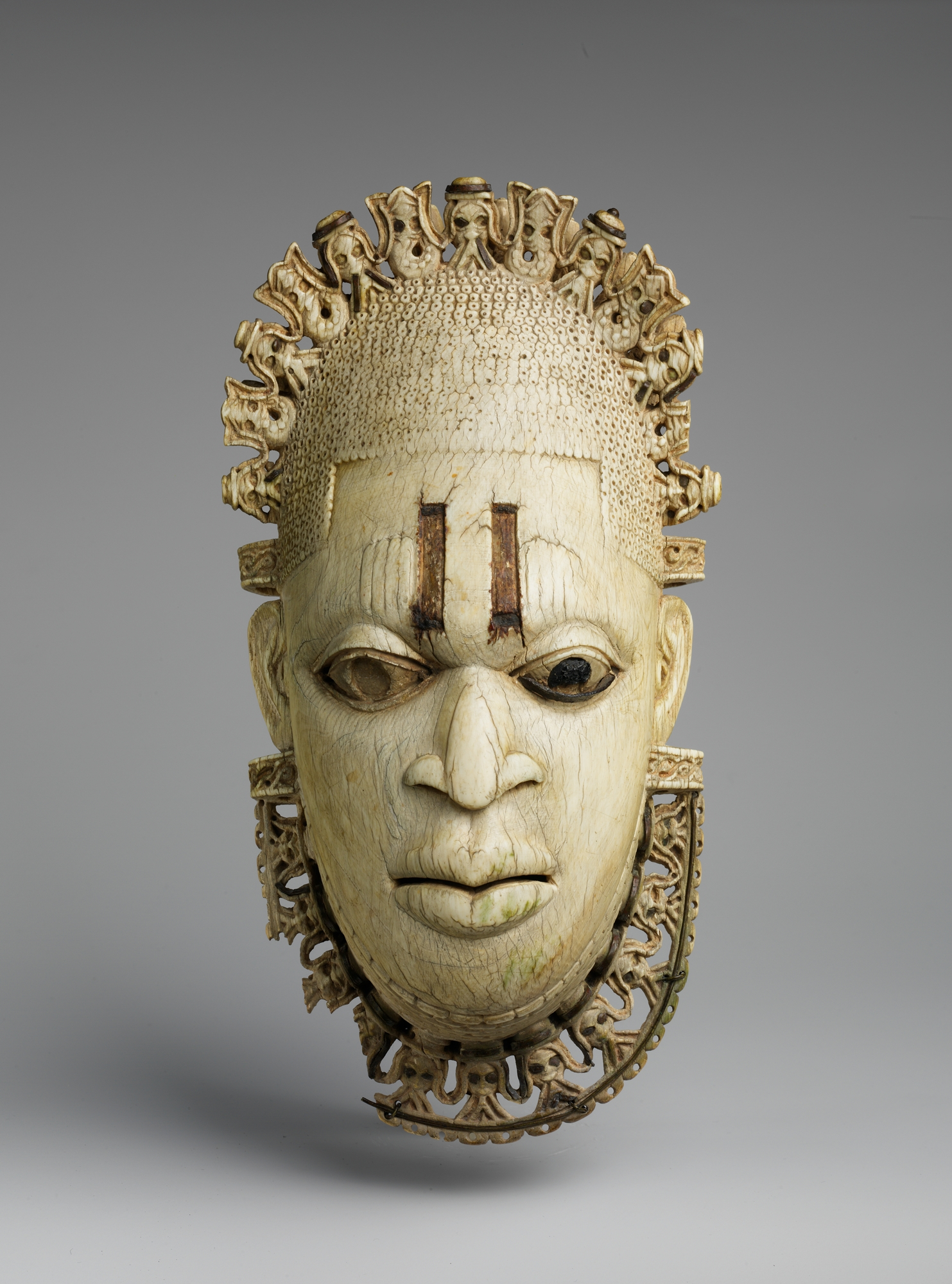
Mặt nạ hoàng gia Bini, biểu tượng của Nigeria

Những nhà khảo cổ đã phát hiển ra người Nok ở trung tâm Nigeria tạo các sản phẩm điêu khắc bằng đất nung. Một sản phẩm điêu khắc của người Nok tại học viện nghệ thuật Minneapolis miêu tả một vị chức sắc cầm một cái ba toong ở tay phải và một cái trùy ở tay trái. Đây là những biểu tượng quyền lực của các Pharaoh Ai Cập cổ đại, thần Osiris, và thể hiện rằng cấu trúc xã hội và tôn giáo của Ai Cập cổ đại có mặt vào cuối giai đoạn Pharaoh của Nigeria.
Ở phía bắc của đất nước (Kano và Katsina) hình thành lịch sử từ khoảng năm 999. Vương quốc Sauna và đế chế Kanem-Bornu đã phát triển như những khu thương mại giữa Bắc và Tây Phi. Đầu thế kỷ XIX dưới thời Usman Dan Fodio, Fulani là thủ lĩnh của đế chế Fulani tồn tại đến năm 1903 khi Fulani bị chia cắt thành các thuộc địa của châu Âu. Giữa năm 1750 và 1900, khoảng 1/3 đến 2/3 dân số Fulani là nô lệ.
Các vương quốc Ife và Oyo của người Yoruba ở phía tây-nam của Nigeria trở nên hùng mạnh vào năm 700-900 và 1400. Tuy nhiên, thần thoại Yoruba nói rằng IIe-lfe là nguồn gốc của loài người và rằng chính nó đã tạo ra các nền văn minh khác.
Về phía Nam của Nigeria là Vương Quốc Nri của người Igbo phát triển vào thời kỳ nhiều tranh cãi từ thế kỷ X đến 1911. Vương quốc Nri được thống trị bởi Eze Nri. Thành phố của Nri được coi như nền tảng văn hóa Igbo. Nri và Aguleri, nơi khởi sinh những sáng tạo thần thoại là lãnh thổ của thị tộc Umeuri, những người mà nòi giống từ thời kỳ tộc trưởng Eri.

### Thời thuộc địa

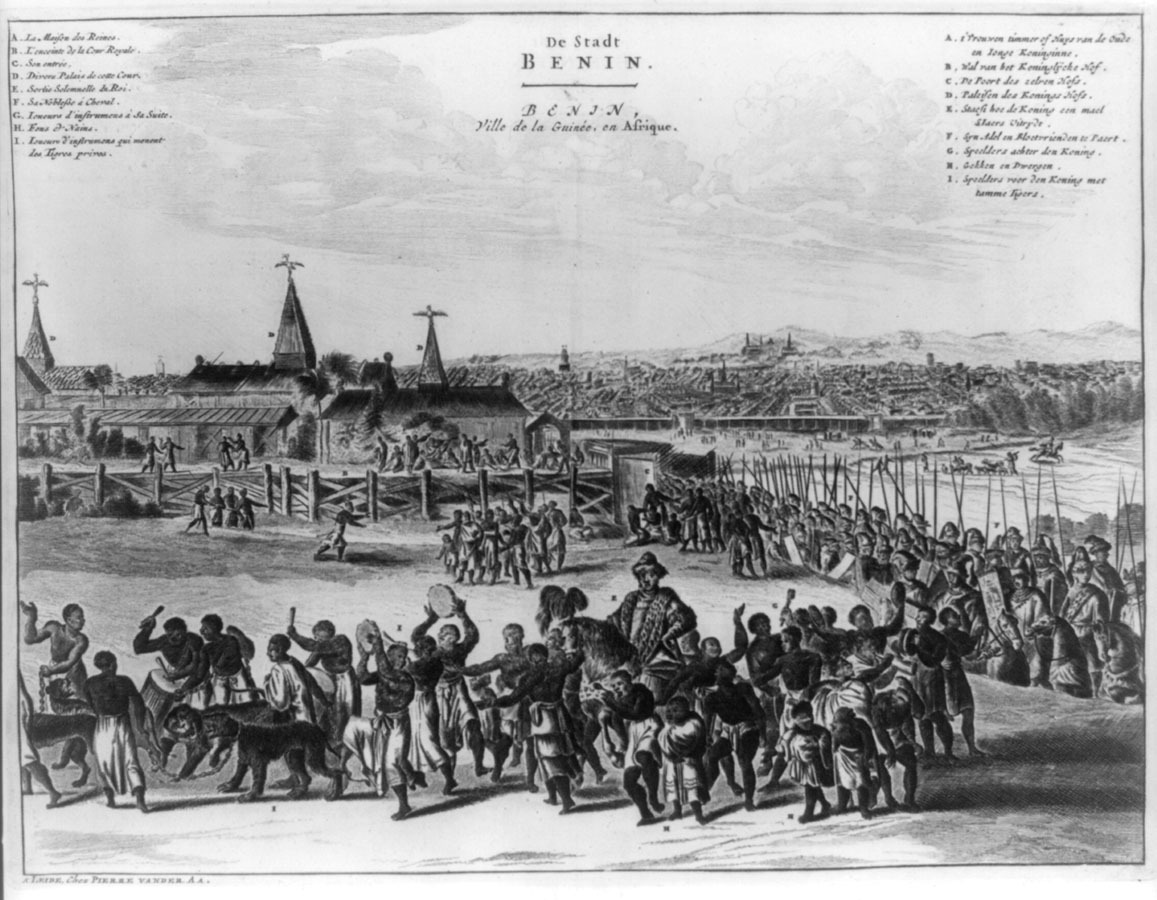
Thành phố Benin cổ đại

Những nhà thám hiểm Bồ Đào Nha là những người đầu tiên bắt đầu buôn bán với Nigeria tại cảng mà họ đặt tên là Lagos và Calabar. Những người châu Âu buôn bán với các bộ tộc sống gần bờ biển và đôi khi họ còn đàm phán để được buôn bán cả nô lệ cho dù điều đó phương hại đến nhiều bộ tộc khác ở Nigeria. Sau cuộc chiến tranh Napoleon, người Anh mở rộng thương mại vào sâu bên trong Nigeria. Do đó rất nhiều công dân ở các thuộc địa của Anh trước đây có nguồn gốc từ các sắc tộc Nigeria.
Năm 1885 người Anh tuyên bố khu vực ảnh hưởng của mình ở Tây Phi và được quốc tế công nhận. Trong năm sau Công ty Hoàng gia Niger được thành lập dưới sự quản lý của George Taubman Goldie. Năm 1900 diện tích đất của công ty chuyển sang cho chính phủ Anh kiểm soát với mục đích củng cố ảnh hưởng đối với Nigeria bấy giờ. Ngày 01 tháng 1 năm 1901 Nigeria trở thành nước được Anh bảo hộ, và thuộc một phần của Đế quốc Anh. Nhiều cuộc chiến chống lại sự bành trướng của Anh do các tiểu bang của Nigeria phát động đã diễn ra vào cuối thế kỷ XIX và đầu thế kỷ XX. Đáng chú ý nhất là cuộc chiến xâm lược Bénin của Anh vào năm 1897 và Chiến tranh Anglo-Aro từ năm 1901 đến 1902. Sự sụp đổ của các tiểu bang này dẫn đến sự cai trị của người Anh ở khu vực Niger.
Năm 1914, khu vực Niger chính thức được thống nhất thành Khu vực Thuộc địa và Bảo hộ Nigeria. Về mặt hành chính, Nigeria vẫn chia thành các tỉnh phía Bắc, phía Nam và thuộc địa Lagos. Nền giáo dục phương Tây cùng với nền kinh tế hiện đại phát triển ở phía nam nhanh hơn ở phía bắc, và kết quả được cảm nhận rõ trong đời sống chính trị của Nigeria hơn bao giờ hết. Năm 1936 chế độ nô lệ cuối cùng ở miền bắc Nigeria biến mất.
Sau Chiến tranh thế giới II, do sự phát triển của chủ nghĩa dân tộc Nigeria và phong trào đòi độc lập, Hiến pháp Nigeria do Chính phủ Anh soạn thảo đã dần dần đưa Nigeria thành chính phủ đại diện ở cấp độ liên bang. Vào giữa thế kỷ XX, làn sóng độc lập đã lan khắp châu Phi.

### Sau độc lập
Ngày 01 tháng 10 năm 1960, Nigeria giành được độc lập từ Vương quốc Anh. Chính quyền tự chủ mới thành lập là một liên minh của các đảng bảo thủ: Đảng Nhân dân Nghị viện Nigeria (NPC), một đảng nằm dưới sự kiểm soát của những người miền Bắc và những người theo đạo Hồi; còn những người Igbo và Thiên chúa giáo thành lập Hội đồng quốc gia Nigeria-Cameroons (NCNC) do Nnamdi Azikiwe lãnh đạo, và là người đầu tiên giữ vị trí Toàn quyền Nigeria vào năm 1960. Phe đối lập với quan điểm tương đối tự do thành lập Nhóm Hành động (Action Group-AG) chịu chi phối của những thành viên bộ tộc Yoruba dưới sự lãnh đạo của Obafemi Awolowo. Những sự khác biệt về văn hóa và chính trị giữa các bộ tộc lớn của Nigeria, bao gồm bộ tộc Hausa (miền bắc), Igbo (miền đông) và Yoruba (miền tây), là rất rõ nét.
Một sự mất cân bằng trong trật tự xã hội đã bị tạo ra do kết quả của cuộc bỏ phiếu phổ thông năm 1961. Nam Cameroon quyết định gia nhập vào Cộng hòa Cameroon, trong khi Bắc Cameroon lại lựa chọn ở lại Nigeria. Phần phía bắc của đất nước bấy giờ lớn hơn nhiều so với phần phía nam. Nigeria tách khỏi Liên hiệp Anh vào năm 1963 và tuyên bố trở thành một Cộng hòa Liên bang; Azikiwe là vị chủ tịch liên bang đầu tiên. Khi cuộc bầu cử diễn ra năm 1965, AG đã đánh mất sự kiểm soát khu vực tây Nigeria vào tay Đảng Dân chủ Quốc gia Nigeria, một sự pha trộn của các phần tử bảo thủ Yoruba dưới sự hậu thuẫn của Chính phủ Liên bang trong bối cảnh đáng ngờ của cuộc bầu cử.

### Nội chiến
Sự bất ổn chính trị cùng với tình trạng tham nhũng và gian lận trong quá trình bầu cử vào năm 1966 đã dẫn đến các cuộc đảo chính quân sự liên tiếp. Cuộc đảo chính đầu tiên diễn ra vào tháng Giêng và lãnh đạo bởi những người trẻ tuổi cánh tả dưới sự chỉ huy của thiếu tá lục quân Emmanuel Ifeajuna và Chukwuma Nzeogwu Kaduna. Nó đã phần nào thành công; những người tham gia cuộc đảo chính đã giết chết Thủ tướng Chính phủ, Abubakar Tafawa Balewa, thủ lĩnh miền bắc Ahmadu Bello, và người đứng đầu miền tây Ladoke Akintola. Mặc dù vậy, phe đảo chính không thể thiết lập một chính quyền trung ương do khó khăn về hậu cần. Tổng thống lâm thời khi đó, Nwafor Orizu, đã bị buộc phải bàn giao chính quyền cho Quân đội Nigeria, dưới sự chỉ huy của tướng JTU Aguyi-Ironsi.
Sau đó lại có một cuộc đảo chính thành công khác, dưới sự hỗ trợ chủ yếu bởi những sĩ quan quân đội miền bắc và những người miền bắc củng hộ đảng NPC, và theo sự sắp đặt của những sĩ quan miền bắc, Đại tá Yakubu Gowon trở thành Quốc trưởng. Một loạt các sự kiện xảy ra dồn dập đã làm gia tăng căng thẳng và bạo lực giữa các sắc tộc. Cuộc đảo chính của những người miền bắc, mà chủ yếu mang động cơ sắc tộc và tôn giáo, đã gây ra rất nhiều thương vong cho quân đội và thường dân, và phần lớn thuộc bộ tộc Igbo.
Các vụ bạo lực với bộ tộc Igbo khiến nhiều vùng muốn có quyền tự chủ và tránh khỏi sự đàn áp của quân đội. Vì thế, tháng 5 năm 1967, miền đông đã tự thành lập một nhà nước độc lập theo nguyện vọng của nhân dân, gọi là Cộng hòa Biafra dưới sự lãnh đạo của Đại tá Emeka Ojukwu. Cuộc Nội chiến Nigeria bắt đầu vào ngày 6 tháng 7 năm 1967 khi miền Bắc và miền Tây hợp sức lại tấn công miền đông và miền nam tại Garkem, báo hiệu sự khởi đầu của cuộc chiến kéo dài 30 tháng và kết thúc vào tháng 1 năm 1970. Hơn một triệu người đã chết trong cuộc nội chiến ba năm đó.
Cuộc chiến kết thúc với sự chấm dứt của nhà nước Cộng hòa Biafra. Tuy nhiên, xung đột sắc tộc vẫn tiếp tục căng thẳng. Miền đông và nam dưới sự quản lý của quân đội quốc gia. Người đứng đầu nhà nước và chính phủ thay đổi liên tục, do các tướng lĩnh quân đội cố gắng lật đổ Gowon cùng với vị vua được phong Murtala Mohammed; nội chiến chính thức kết thúc với việc Olusegun Obansanjo lên làm quốc trưởng sau vụ ám sát Gowon.

### Thời kỳ quân trị
Trong thời kỳ bùng nổ dầu mỏ những năm 1970, Nigeria gia nhập OPEC và hàng tỷ đô thu về từ khai thác dầu ở lưu vực sông Niger chảy vào ngân sách Nigeria. Tuy nhiên, tình trạng tham nhũng gia tăng ở mọi cấp chính quyền đã lãng phí hầu hết. Các tướng lĩnh quân đội miền Bắc hưởng lợi rất nhiều trong khi người dân và nền kinh tế chịu thiệt hại. Lợi nhuận từ dầu mỏ đã tăng sự hỗ trợ của chính phủ cho các tiểu bang, nhưng đồng thời chính quyền trung ương lại trở thành trung tâm của các tranh chấp chính trị và cái "túi" của quyền lực trong nước. Ngoài ra doanh thu dầu mỏ còn khiến cho chính quyền và nền kinh tế phụ thuộc quá nhiều vào dầu mỏ, dẫn đến các lo ngại về bất ổn kinh tế một khi thị trường thế giới biến động.
Bắt đầu từ năm 1979, dân chủ phần nào được trả lại ở Nigeria khi Obasanjo chuyển giao quyền lực cho chế độ dân sự của Shehu Shagari. Tuy nhiên, Chính phủ Shagari lại bị cáo buộc tham nhũng và bất lực bởi hầu hết các thành phần xã hội ở Nigeria; và bị lật đổ trong cuộc đảo chính quân sự của Mohammadu Buhari sau cuộc tái bầu cử gian lận vào năm 1984. Sau đó, nó lại được phần lớn người dân xem như là một bước tiến mới. Buhari hứa sẽ tiến hành những cải cách lớn, nhưng những gì chính phủ của ông làm được không tốt hơn so với chính phủ trước đó là mấy, và một cuộc đảo chính quân sự khác thành công vào năm 1985 đã lật đổ ông.
Người đứng đầu nhà nước mới, Ibrahim Babangida, tự xưng các chức danh Tổng thống, Tư lệnh trưởng lực lượng vũ trang và Hội đồng quân sự cầm quyền tối cao; đồng thời ông cũng lấy mốc năm 1990 là thời hạn chót thành lập chính quyền dân sự. Nhiệm kỳ của Babangida được đánh dấu bằng một loạt các hoạt động chính trị: lập "Chương trình điều chỉnh cấu trúc của Quỹ tiền tệ quốc tế" (SAP) để hỗ trợ trả nợ quốc tế của Nigeria, mà hầu hết doanh thu của liên bang dành riêng để trả nợ. Ông cũng cho là đã gây thêm căng thẳng tôn giáo trong nước, đặc biệt với miền nam (gồm chủ yếu là những người theo Cơ đốc giáo) bằng việc đưa Nigeria gia nhập Tổ chức Hội nghị Hồi giáo.
Sau khi sống sót trong một vụ đảo chính thất bại, ông đã lùi thời hạn chót trao trả quyền lực cho chính quyền dân sự tới năm 1992. Khi bầu cử tự do và công bằng cuối cùng cũng được tổ chức vào ngày 12 Tháng 6 năm 1993, Babangida tuyên bố rằng kết quả bầu cử tổng thống thắng lợi về phía Moshood Kashimawo Olawale Abiola vô hiệu lực và bị hủy bỏ; việc này làm dấy lên hàng loạt cuộc biểu tình bạo lực dân sự khiến cho đất nước lâm vào khủng hoảng chính trị trong nhiều tuần và buộc Babangida phải giữ lời hứa chuyển giao quyền lực cho một chính quyền dân sự. Chế độ Babangida được xem là ở đỉnh điểm của tham nhũng trong lịch sử Nigeria.
Chế độ tạm quyền của Babangida do Ernest Shonekan làm tổng thống lâm thời chỉ tồn tại đến cuối năm 1993 khi tướng Sani Abacha lên nắm quyền sau một cuộc đảo chính quân sự khác. Abacha được xem là nhà độc tài tàn bạo nhất của Nigeria và sẵn sàng dùng bạo lực với quy mô lớn để giải quyết các xung đột dân sự. Người ta phát hiện tài khoản của Abacha ở nhiều ngân hàng châu Âu. Ông tránh được âm mưu đảo chính bằng cách hối lộ các tướng lĩnh quân đội. Hàng trăm triệu đô la trong tài khoản truy nguồn từ ông ta đã được công bố vào năm 1999. Chế độ chấm dứt vào năm 1998 sau cái chết đáng ngờ của nhà độc tài. Điều này đã mang lại tia hy vọng cho nền dân chủ ở Nigeria.

### Gần đây
Nigeria lại đạt được dân chủ trong năm 1999 sau khi Olusegun Obasanjo, cựu tướng lĩnh quân đội và là người đứng đầu nhà nước trước đó, được bầu làm Tổng thống mới, kết thúc gần 33 năm quân đội cầm quyền (từ 1966 cho đến 1999), không bao gồm nước Cộng hòa thứ hai ngắn ngủi (giữa năm 1979 và 1983) của các nhà quân sự độc tài nắm quyền trong cuộc đảo chính đảo chính liên tiếp vào các thời kỳ quân đội cầm quyền ở Nigeria 1966-1979 và 1983-1998.
Mặc dù các cuộc bầu cử đưa Obasanjo lên nắm quyền vào năm 1999 và một lần nữa vào năm 2003 bị đánh giá là không tự do và không công bằng, Nigeria đã cho thấy những thay đổi rõ rệt trong nỗ lực chống tham nhũng của chính phủ và đẩy nhanh phát triển. Trong khi Obasanjo bày tỏ thái độ sẵn sàng chống tham nhũng, ông lại bị cáo buộc tham nhũng bởi những người khác.
Umaru Yar'Adua, của Đảng Dân chủ Nhân dân, lên nắm quyền trong cuộc tổng tuyển cử năm 2007, cuộc bầu cử bị cộng đồng quốc tế lên án có nhiều gian lận.
Bạo lực sắc tộc ở khu vực sản xuất dầu Niger và cơ sở hạ tầng thiếu thốn là những vấn đề hiện tại của Nigeria.

## Chính phủ và chính trị

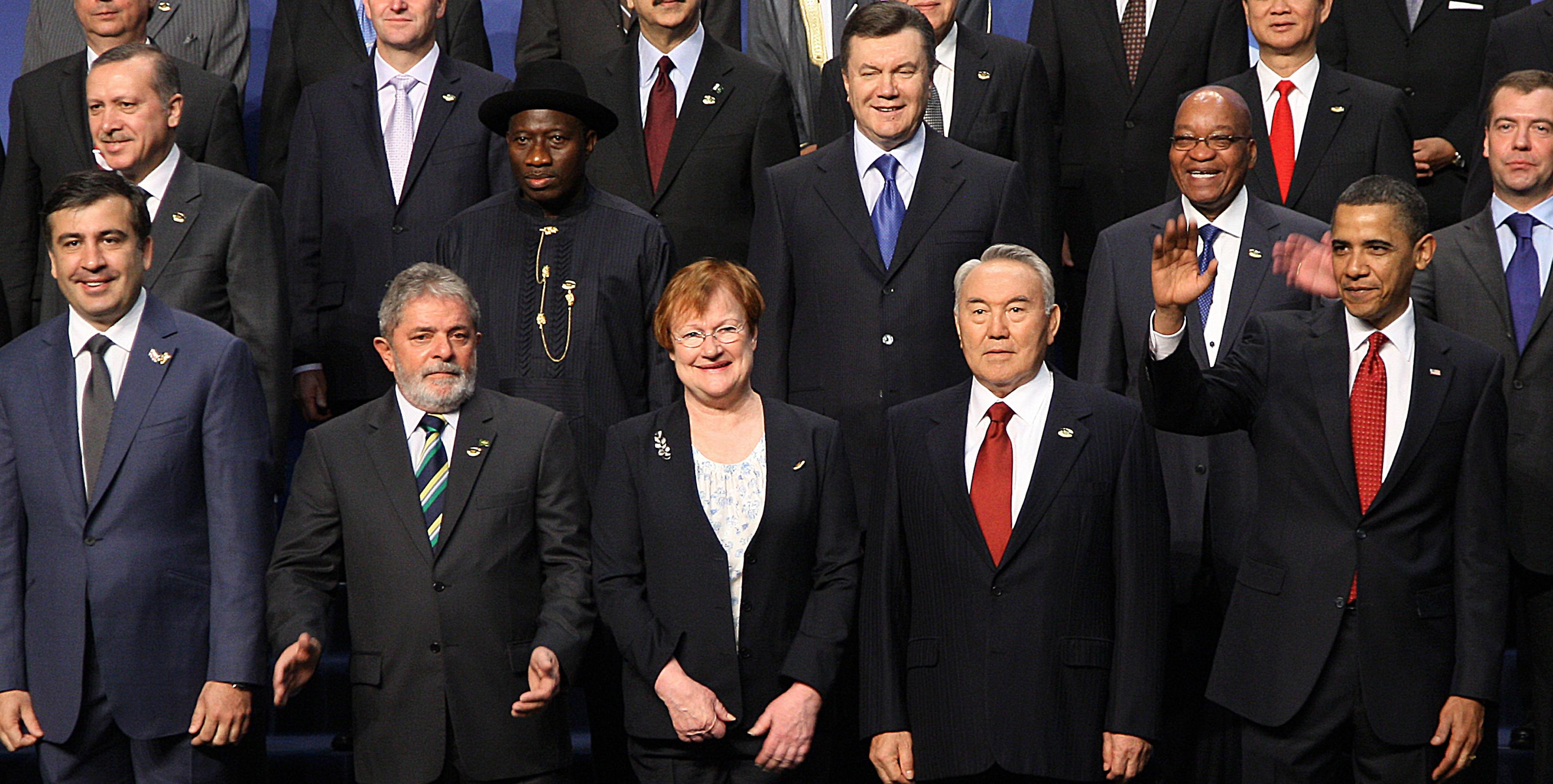
Tổng thống đương nhiệm Goodluck Jonathan tại Hội nghị thượng đỉnh hạt nhân Washington ngày 13/04/2010 (hàng thứ hai, từ trái sang, người thứ hai)

Chính quyền Nigeria mô phỏng theo chính thể Cộng hòa liên bang của Hoa Kỳ, với quyền hành pháp thuộc tổng thống và quản lý theo mô hình Hệ thống Westminster trong thành lập và quản lý các cấp của cơ quan lập pháp lưỡng viện. Tống thống hiện tại của Nigeria là Bola Tinubu. Tổng thống vừa là người đứng đầu nhà nước vừa là người điều hành quốc gia và được bầu bằng cách bỏ phiếu phổ thông với tối đa hai nhiệm kỳ bốn năm.
Quyền lực của tổng thống được giám sát bởi một Thượng viện và Hạ viện kết hợp trong một cơ quan lưỡng viện gọi là Hội đồng Quốc gia. Thượng viện là một cơ quan gồm 109 ghế với ba đại biểu từ mỗi tiểu bang và một đại biểu từ vùng thủ đô Abuja; các đại biểu được bầu bằng phiếu phổ thông cho nhiệm kỳ bốn năm. Hạ viện chứa 360 ghế và số lượng ghế theo tỷ lệ dân số mỗi tiểu bang.
Chủ nghĩa vị chủng, đàn áp tôn giáo, và Chủ nghĩa dân tộc hẹp hòi (prebendalism) đóng vai trò quan trọng trong chính trị Nigeria cả trước và sau độc lập vào năm 1960. Sự thiên vị bộ tộc thâm nhập vào nền chính trị Nigeria và phá vỡ các nỗ lực chung nhằm xây dựng một chính phủ đa sắc tộc. Chủ nghĩa dân tộc cũng đã dẫn đến sự phát triển của các phong trào ly khai như MASSOB, phong trào quốc gia như Hội nghị nhân dân Oodua, phong trào giải phóng đồng bằng sông Niger, và cuộc nội chiến. Ba nhóm sắc tộc lớn nhất (Hausa, Yoruba và Igbo) đã duy trì sự ảnh hưởng lịch sử của mình trong nền chính trị Nigeria; tranh đua giữa ba nhóm đã gây ra tình trạng tham nhũng và hối lộ.
Bởi vì các vấn đề trên, hiện nay các đảng chính trị của Nigeria mang tính chất Chủ nghĩa đại dân tộc (pan-nationalism) và không sùng đạo (mặc dù điều này không ngăn cản vị thế áp đảo ngày càng gia tăng của các bộ tộc lớn). Các đảng chính trị lớn hiện nay bao gồm đảng Dân chủ Nhân dân Nigeria đang cầm quyền với 223 ghế trong Hạ viện và 76 ghế trong Thượng viện (61,9% và 69,7%) và do Tổng thống đương nhiệm Bola Tinubu đứng đầu; đảng đối lập Toàn dân Nigeria (All Nigeria People's Party) dưới sự lãnh đạo của Muhammadu Buhari nắm 96 ghế Hạ viện và 27 ghế trong Thượng viện (26,6% và 24,7%). Ngoài ra còn có khoảng hai mươi đảng đối lập nhỏ khác.

### Luật
Có bốn hệ thống luật riêng biệt ở Nigeria:
- Luật Anh Quốc có nguồn gốc dưới thời kỳ thuộc địa Anh.
- Thông luật, phát triển sau khi tách khỏi thuộc địa.
- Tập quán pháp có nguồn gốc từ các phong tục-tập quán bản địa.
- Luật Sharia, chỉ được sử dụng ở phía bắc Nigeria, nơi chủ yếu là người Hồi giáo. Đó là một hệ thống pháp luật Hồi giáo vốn đã được sử dụng lâu trước thời kỳ thuộc địa ở Nigeria nhưng gần đây được chính trị hóa và đầu tiên được tái sử dụng ở Zamfara vào cuối năm 1999, sau đó có thêm mười một tiểu bang khác theo. Các bang có sử dụng là Kano, Katsina, Niger, Bauchi, Borno, Kaduna, Gombe, Sokoto, Jigawa, Yobe, và Kebbi.

Nigeria có ngành tư pháp, cao nhất là Tòa án tối cao Nigeria.

### Ngoại giao

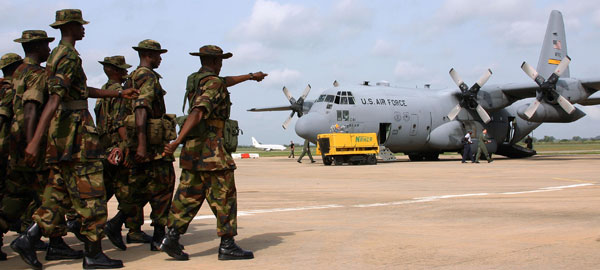
Lính gìn giữ hòa bình Nigeria chuẩn bị lên máy bay vận tải của Hoa Kỳ

Sau khi giành được độc lập vào năm 1960, Nigeria lấy chính sách giải phóng và phục hồi châu Phi làm trung tâm các chính sách đối ngoại và đóng một vai trò hàng đầu trong cuộc chiến chống chế độ apartheid ở Nam Phi. Một ngoại lệ điển hình trong chính sách đối ngoại của Nigeria là mối quan hệ gần gũi với Israel trong suốt những năm 1960, với việc Israel tài trợ và giám sát việc xây dựng các tòa nhà quốc hội của Nigeria.
Chính sách đối ngoại của Nigeria đã sớm được thử nghiệm trong những năm 1970 sau khi đất nước thống nhất từ cuộc nội chiến; sau đó, Nigeria nhanh chóng tham gia vào các cuộc đấu tranh đang diễn ra ở các tiểu vùng phía nam châu Phi. Mặc dù Nigeria chưa bao giờ gửi một lực lượng viễn chinh tham gia trong các cuộc đấu tranh đó, nhưng Nigeria đóng góp tích cực để giúp đảng Đại hội dân tộc Phi (ANC) ở Nam Phi bằng cách thể hiện quan điểm cứng rắn chống lại chế độ phân biệt chủng tộc và sự mở rộng của nó ở phía nam châu Phi. Ngoài ra, Nigeria còn hỗ trợ một khoản tiền lớn cho phong trào đấu tranh chống thực dân. Nigeria cũng là một thành viên sáng lập của Tổ chức Thống nhất châu Phi (nay là Liên minh châu Phi), và đã ảnh hưởng rất lớn ở Tây Phi và châu Phi. Nigeria đã thúc đẩy các nỗ lực hợp tác ở khu vực Tây Phi, là thành viên cốt yếu của tổ chức kinh tế ECOWAS và quân sự ECOMOG.
Với lập trường lấy châu Phi làm trung tâm, Nigeria đã tình nguyện gửi quân sang Congo hỗ trợ Liên Hợp Quốc ngay sau khi độc lập (và đã duy trì thành viên kể từ thời điểm đó); Nigeria cũng hỗ trợ một số đảng phái tự trị ở các nước châu Phi khác vào những năm 1970, bao gồm hỗ trợ cho đảng MPLA của Angola, SWAPO tại Namibia, và trợ giúp Mozambique, và Zimbabwe (sau đó Rhodesia) chống thực dân về kinh tế và quân sự.
Nigeria là thành viên trong Phong trào không liên kết, và vào cuối tháng 11 năm 2006 đã tổ chức Hội nghị thượng đỉnh châu Phi-Nam Mỹ tại Abuja để thúc đẩy cái gọi là mối liên kết "Nam-Nam" trên nhiều lĩnh vực. Nigeria cũng là một thành viên của Tòa án Hình sự Quốc tế, và Khối Thịnh vượng chung, tổ chức mà nó bị trục xuất tạm thời vào năm 1995 dưới chế độ Abacha.
Nigeria vẫn là nước chủ chốt trong ngành công nghiệp dầu quốc tế từ những năm 1970, và là thành viên trong Tổ chức các nước xuất khẩu dầu lửa OPEC từ Tháng Bảy 1971. Với vai trò là một trong những nước sản xuất dầu khí lớn, nó duy trì quan hệ với cả nước phát triển, đặc biệt là Hoa Kỳ và gần đây là Trung Quốc và các nước đang phát triển, đặc biệt là Ghana, Jamaica và Kenya.
Hàng triệu người Nigeria đã di cư vào những thời điểm kinh tế khó khăn tới châu Âu, Bắc Mỹ và Australia. Người ta ước tính rằng hơn một triệu người Nigeria đã di cư sang Hoa Kỳ và tạo thành cộng đồng người Mỹ gốc Nigeria. Trong số các cộng đồng hải ngoại có cộng đồng "Egbe Omo Yoruba".

### Quân đội
Quân đội Nigeria có nhiệm vụ bảo vệ Cộng hòa Liên bang Nigeria, đảm bảo lợi ích an ninh toàn cầu của Nigeria, và hỗ trợ các nỗ lực gìn giữ hòa bình, đặc biệt là ở Tây Phi.
Quân đội Nigeria bao gồm lục quân, hải quân và không quân. Nó đóng một vai trò quan trọng trong lịch sử của đất nước kể từ khi độc lập. Các ủy ban cách mạng khác nhau đã chiếm quyền kiểm soát và điều hành đất nước trong một thời gian dài. Thời kỳ cuối cùng kết thúc vào năm 1999 sau cái chết bất ngờ của cựu độc tài Sani Abacha vào năm 1998, và sau đó người kế nhiệm ông, Abdulsalam Abubakar, đã bàn giao quyền lực cho chính phủ dân cử của Olusegun Obasanjo vào năm 1999.
Với vai trò là nước đông dân nhất châu Phi, Nigeria đã gắn cho lực lượng quân đội của mình trách nhiệm gìn giữ hòa bình châu Phi. Từ năm 1995, quân đội Nigeria được tổ chức ECOMOG giao nhiệm vụ giữ hòa bình tại Liberia (1997), Bờ Biển Ngà (1997-1999), Sierra Leone 1997-1999, và hiện nay trong khu vực Darfur của Sudan trong lực lượng Liên minh châu Phi.

### Hành chính

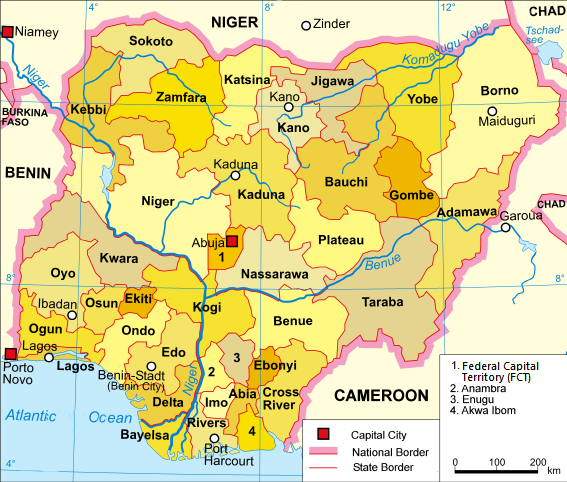
Bản đồ hành chính Nigeria

Nigeria được chia thành ba mươi sáu tiểu bang và một Lãnh thổ Thủ đô liên bang, tiếp tục lại chia nhỏ thành 774 khu vực chính quyền địa phương. Sự bất ổn của các tiểu bang, trong đó chỉ có ba tiểu bang độc lập, phản ánh lịch sử hỗn loạn của đất nước và những khó khăn trong việc thống nhất các cấp chính quyền.
Nigeria đã có ít nhất 6 thành phố trên 1 triệu dân (từ lớn đến nhỏ : Lagos, Kano, Ibadan, Kaduna, Port Harcourt, và Thành phố Benin). Lagos là thành phố lớn nhất ở khu vực cận Sahara, chỉ tính riêng ở nội đô đã có dân số trên 10 triệu. Dân số thành phố của Nigeria hơn một triệu bao gồm Lagos (7.937.932), Kano (3.848.885), Ibadan (3.078.400), Kaduna (1.652.844), Port Harcourt (1.320.214), Thành phố Benin (1.051.600), Maiduguri (1.044.497) và Zaria (1.018.827). Tuy nhiên, những số liệu này thường xuyên gây tranh cãi ở Nigeria

## Danh sách tiểu bang
| - Abia - Adamawa - Akwa Ibom - Anambra - Bauchi - Bayelsa - Benue - Borno - Cross River | - Delta - Ebonyi - Edo - Ekiti - Enugu - Gombe - Imo - Jigawa - Kaduna | - Kano - Katsina - Kebbi - Kogi - Kwara - Lagos - Nasarawa - Niger - Ogun | - Ondo - Osun - Oyo - Plateau - Rivers - Sokoto - Taraba - Yobe - Zamfara |

## Địa lý
Nigeria nằm ở Tây Phi trên Vịnh Guinea và có tổng diện tích 923.768 km2 (356.669 sq mi), là quốc gia lớn thứ 32 trên thế giới. Nó có 4.047 km (2.515 mi) đường biên giới, trong đó Bénin 773 km, Niger 1497 km, Tchad 87 km, Cameroon 1690 km, và có một đường bờ biển ít nhất 853 km. Điểm cao nhất Nigeria là Chappal Waddi với độ cao 2.419 m (7.936 ft). Các sông chính là Niger và Benue hội tụ rồi đổ vào đồng bằng sông Niger, một trong những đồng bằng lớn nhất thế giới và tạo nên một vùng rừng ngập mặn Trung Phi rộng lớn.
Nigeria cũng là một trung tâm quan trọng đối với đa dạng sinh học. Nhiều người tin rằng các khu vực xung quanh Calabar, bang Cross River, tập trung nhiều loài bướm nhất thế giới. Loài khỉ khoan chỉ được tìm thấy trong tự nhiên ở Đông Nam Nigeria và Cameroon lân cận
Nigeria có một cảnh quan đa dạng. Vùng phía nam xa xôi có khí hậu rừng mưa nhiệt đới, nơi lượng mưa hàng năm là 60-80 inch (1.524 đến 2.032 mm). Về phía đông nam là khu vực đồi Obudu. Vùng đồng bằng ven biển xuất hiện ở cả hai phía tây nam và đông nam. Phần phía nam phần lớn là đầm lầy ngập mặn có cây đước, sú, vẹt che phủ. Phía Bắc của vùng này là đầm lầy nước ngọt chứa thảm thực vật đa dạng của cả nước ngọt và nước mặn.
Khu vực địa hình rộng nhất của Nigeria là các thung lũng của sông Niger và Benue (hai sông này hợp nhất vào nhau và tạo thành thế chữ Y). Về phía tây nam của sông Niger là cao nguyên gồ ghề, và phía đông nam của sông Benue là đồi núi trải dài tới tận đường biên giới với Cameroon, vùng núi đất này là một phần của vùng sinh thái rừng cao nguyên Cameroon. Khu vực gần biên giới với Cameroon giáp biển là rừng nhiệt đới phong phú, và là một phần của vùng sinh thái rừng ven biển Cross-Sanaga-Bioko, một trung tâm quan trọng đối với đa dạng sinh học bao gồm khỉ khoan mà chỉ tìm thấy trong tự nhiên ở khu vực này và qua biên giới tại Cameroon. Khu vực miền nam Nigeria giữa sông Niger và Cross đã có ít nhiều diện tích rừng biến mất và được thay thế bằng đồng cỏ. Khu vực giữa phía nam và xa về phía bắc là hoang mạc xa-van với lượng mưa khoảng 20 đến 60 inch (508 và 1.524 mm) mỗi năm.

## Môi trường
Khu vực đồng bằng Nigeria, trung tâm của ngành công nghiệp dầu mỏ, đã xảy ra vài sự cố tràn dầu nghiêm trọng và các vấn đề môi trường khác. 
Quản lý chất thải bao gồm xử lý nước thải, giải quyết liên quan giữa nạn phá rừng và suy thoái đất đai, cùng với hiện tượng Trái Đất nóng lên là những vấn đề môi trường lớn ở Nigeria. Xử lý chất thải là một trong những vấn đề quan trọng của một thành phố lớn như Lagos, và các thành phố khác của Nigeria. Nó cũng đi đôi với các vấn đề phát triển kinh tế, tăng trưởng dân số và sự yếu kém của thành phố trong kiểm soát gia tăng chất thải công nghiệp.
Việc lên kế hoạch các cụm công nghiệp thiếu tính khoa học, tình trạng đô thị hóa, nghèo đói và thiếu năng lực điều hành của chính quyền thành phố được xem là những lý do chính làm vấn đề chất thải ở các thành phố lớn của Nigeria thêm trầm trọng hiện nay. Một số các giải pháp được chính quyền đưa ra thậm chí gây thêm thảm họa cho môi trường, dẫn đến chất thải chưa qua xử lý được đổ trực tiếp ra ngoài môi trường gây ô nhiễm các con sông và mạch nước ngầm.
Về vấn đề Trái Đất nóng lên, châu Phi chỉ đóng góp khoảng một tấn khí cacbonic / người / năm. Các chuyên gia về thay đổi khí hậu nhận định rằng sản xuất lương thực và an ninh trong khu vực vùng đệm của phía bắc sẽ bị ảnh hưởng khi các khu vực bán khô hạn trở nên khô hơn trong tương lai.

## Kinh tế

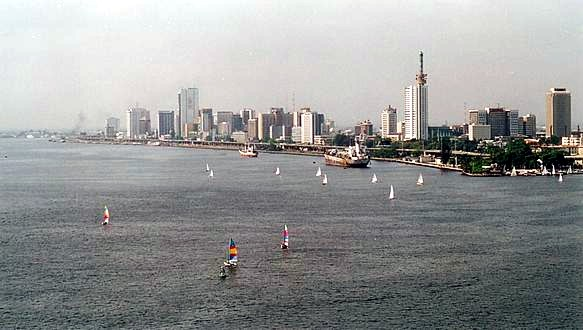
Thành phố Lagos

Nigeria có nền kinh tế thị trường đang nổi và đang tiến nhanh tới nhóm các nước có thu nhập trung bình. Với tài nguyên dồi dào, hệ thống tài chính, pháp luật, thông tin-liên lạc, giao thông ngày càng hoàn thiện, Nigeria được hy vọng sẽ trở thành nước có nền kinh tế đứng đầu châu Phi. Hiện nay, thị trường chứng khoán Nigeria đã xếp thứ hai châu lục. Năm 2007, GDP (PPP) đã xếp thứ 37 trên thế giới. Ngoài ra, Nigeria là nước bạn hàng thương mại chính của Hoa Kỳ ở khu vực cận Sahara, và cung cấp 1/5 (11%) lượng dầu nhập khẩu của Hoa Kỳ. Nó cũng đứng thư 7 trong số các nước có thặng dư thương mại với Hoa Kỳ. Đồng thời Nigeria cũng là nước xếp thứ 50 trong các nước nhập khẩu từ Mỹ và thứ 14 trong các nước xuất khẩu tới Mỹ. Ngược lại, Hoa Kỳ lại cũng là nước đầu tư lớn nhất tại Nigeria. Các dự án đầu tư tập trung chủ yếu ở 4 khu vực chính: Lagos, Kaduna, Port Harcourt, và Abuja. Các nơi khác chỉ phát triển cầm chừng.
Trước kia, sự phát triển kinh tế của Nigeria bị cản trở bởi chế độ quân trị, cùng với bất ổn chính trị và tham nhũng. Tuy nhiên, các cuộc cải cách dân chủ sau đó đã đưa Nigeria phát triển trở lại trên con đường trở thành một trong các cường quốc ở châu Phi. Theo số liệu của tổ chức Ngân hàng thế giới thì GDP (tính theo sức mua-PPP) của Nigeria đã tăng gấp đôi từ $170.7 tỷ năm 2005 lên $292.6 tỷ năm 2007. GDP theo đầu người tăng từ $692/người năm 2006 tới $1,754/người năm 2007.
Trong thời kỳ phát triển dầu mỏ của những năm 1970, Nigeria đã đi vay rất nhiều để xây dựng cơ sở hạ tầng. Đến khi giá dầu xuống thấp kỷ lục những năm 1980 đã khiến Nigeria phải vật lộn để trả nợ, và cuối cùng chỉ còn cách trả lãi định kỳ. Số tiền phạt do số nợ chính gây ra đã khiến món nợ thêm phình to. Tuy nhiên, sau khi đàm phán với các nước chủ nợ vào tháng 10 năm 2005, Nigeria được phép mua lại các món nợ của mình với mức chiết khấu lên tới 60%. Nigeria đã dùng một phần lợi nhuận từ dầu mỏ để trả 40% còn lại. Nhờ đó mà hàng năm Nigeria tiết kiệm được $1,15 tỷ cho các dự án giảm nghèo. Tháng tư năm 2006, Nigeria trở thành nước châu Phi đầu tiên trong lịch sử trả hết nợ cho các nước thuộc Ủy ban Pari.

### Lĩnh vực kinh tế chính

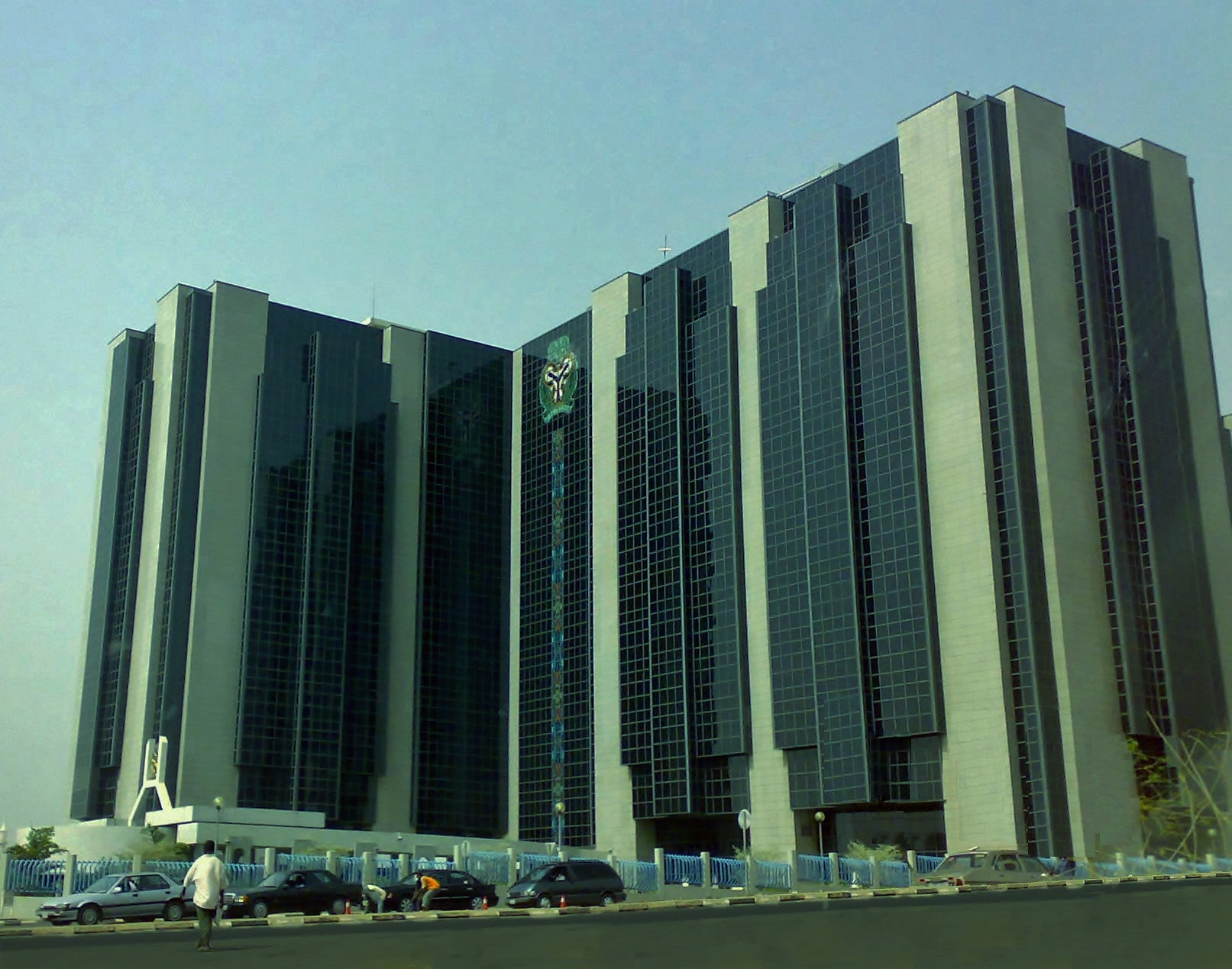
Trụ sở ngân hàng Trung ương Nigeria

Nigeria là nước đứng thứ 12 về sản xuất dầu, thứ 8 về xuất khẩu dầu và là nước có trữ lượng dầu thô xếp thứ 10 trên thế giới. Năm 1971, Nigeria gia nhập tổ chức cartel OPEC. Dầu mỏ đóng vai trò rất quan trọng trong nền kinh tế, chiếm 40% GDP và 80% thu nhập của Chính phủ. Tuy nhiên, sự bất ổn trong mấy năm gần đây ở các khu vực khai thác dầu đã ảnh hưởng đến ngành công nghiệp dầu, khiến nó không thể hoạt động hết 100% công suất.
Hệ thống thông tin-liên lạc của Nigeria phát triển nhanh nhất thế giới với các nhà cung cấp dịch vụ chính (MTN, Etisalat, Zain và Globacom) chủ yếu kinh doanh ở khu vực trung tâm Nigeria. Gần đây, chính phủ Nigeria còn phát triển hệ thống thông tin vệ tinh và có một vệ tinh nhân tạo được điều khiển bởi Trung tâm nghiên cứu và phát triển vệ tinh quốc gia,trụ sở đặt tại Abuja.
Nigeria có hệ thống tài chính ngân hàng phát triển bao gồm các ngân hàng quốc tế và địa phương, các công ty đầu tư chứng khoán, môi giới chứng khoán, quản lý danh mục đầu tư, bất động sản, và bảo hiểm.v.v.
Ngoài ra, Nigeria còn có danh mục rất nhiều khoáng sản chưa được khai thác đúng mức như khí ga tự nhiên, than đá, bô-xít, tantalite [(Fe,Mn)(Ta,Nb)2O6], vàng, thiếc, quặng sắt, đá vôi, iobi, chì, kẽm.... Mặc dù còn nhiều khoáng sản quý như vậy nhưng ngành công nghiệp khai khoáng của Nigeria vẫn đang còn trong giai đoạn trứng nước.
Nông nghiệp đã từng là ngành xuất khẩu chính của Negeria. Đã từng có thời điểm Nigeria là nước xuất khẩu nhiều lạc, ca cao, dầu cọ lớn nhất thế giới. Ngoài ra Nigeria còn sản xuất rất nhiều dừa, chanh, ngô, kê ngọc trai, sắn, khoai lang và mía. Khoảng 60% dân số Nigeria làm trong lĩnh vực nông nghiệp nhưng phần lớn diện tích đất sử dụng kém hiệu quả.
Nigeria cũng có ngành công nghiệp da thuộc và dệt may (tập trung ở Kano, Abeokuta, Onitsha, và Lagos), ô tô, sản xuất nhựa, và chế biến thực phẩm.
Gần đây, Nigeria còn kiếm được doanh thu lớn từ ngành công nghiệp điện ảnh. Các bộ phim được làm với chi phi rất rẻ rồi bán ở các nước châu Phi khác và cộng đồng người nhập cư châu Phi ở châu Âu.

## Nhân khẩu học
Nigeria là nước có số dân đông nhất châu Phi, nhưng đông đến mức nào vẫn chỉ là con số phỏng đoán. Liên Hợp Quốc ước tính dân số Nigeria vào năm 2009 khoảng 154,729,000 người, với khoảng 51.7% sống ở nông thôn và 48.3% sống ở thành thị, và với mật độ dân cư là 167.5 người/km2. Tổng điều tra dân số các thập kỷ trước cũng mang lại các kết quả tranh cãi. Số liệu của cuộc tổng điều tra gần đây nhất được công bố vào tháng 12 năm 2006 cho thấy dân số vào thời điểm đó là 140,003,542 người. Sự phân nhóm duy nhất là tỷ lệ nam/nữ: 71,709,859/68,293,083 người. Theo thống kê mới nhất của Worldometer, dân số Nigeria năm 2023 khoảng trên 223 triệu. Theo Liên hợp quốc, Nigeria đang trải qua thời kỳ bùng nổ dân số và trở thành một trong những nước có tỷ lệ sinh đẻ và gia tăng cao nhất thế giới. Theo quan điểm đó thì tới năm 2050 Nigeria sẽ là nước chủ yếu làm cho dân số thế giới gia tăng.
Theo các số liệu có được, cứ trong 4 người châu Phi thì có tới một người Nigeria. Hiện nay, Nigeria là nước đông dân thứ 6 trên thế giới, và thậm chí có một số nguồn dữ liệu bảo thủ cũng thừa nhận rằng hơn 20% số người gốc Phi sống ở Nigeria. Số liệu ước tính năm 2006 cho thấy 42.3% dân số dưới 14 tuổi, 54.6% từ 15 đến 65 tuổi; tỷ lệ sinh cao hơn nhiều tỷ lệ tử với 40.4 và 16.9 trên 1000 người tương ứng.
Điều kiện sức khỏe và chất lượng cuộc sống ở Nigeria được đánh giá là kém. Tuổi thọ bình quân của người dân Nigeria là 47 năm (Việt Nam là 71.71 năm) và chỉ một nửa dân số có nước sạch để dùng và có điều kiện vệ sinh đảm bảo. Tỷ lệ tử vong ở trẻ sơ sinh là khá cao, khoảng 97.1/1000 ca sinh (Tỷ lệ của Việt Nam là 22.26/1000). Tỷ lệ nhiễm HIV/AIDS ở Nigeria thấp hơn rất nhiều so với tỷ lệ hai con số của các nước châu Phi khác như Kenya hay Nam Phi. Năm 2003, tỷ lệ nhiễm HIV ở độ tuổi 20 đến 29 ở Nigeria là 5.6%. Cũng giống như nhiều nước đang phát triển khác, ở Nigeria phổ biến căn bệnh viêm tủy xám và các bệnh theo mùa như bệnh tả, sốt xuất huyết và bệnh ngủ li bì. Năm 2004, tổ chức W.H.O đã triển khai chiến dịch tiêm phòng toàn dân chống lại bệnh viêm tủy xám và bệnh sốt xuất huyết nhưng đồng thời cũng gây ra tranh cãi ở một số khu vực.
Giáo dục cũng bị bỏ rơi. Sau thời kỳ bùng nổ dầu mỏ vào năm 1970, giáo dục đại học được mở rộng tới mọi vùng và được chính quyền cung cấp miễn phí. Thế nhưng tỷ lệ học sinh trung học chỉ là 29% (32% nam sinh và 27% nữ sinh). Hệ thống giáo dục bị cho là không hợp lý do cơ sở vật chất xuống cấp. 68% dân số biết chữ, và tỷ lệ cao hơn ở nam giới (75.7%).
Thành phố lớn nhất Nigeria, Lagos, có dân số tăng từ 300,000 năm 1950 lên tới 15 triệu hiện nay. Chính quyền Nigeria ước tính con số sẽ là 25 triệu vào năm 2015.

### Nhóm ngôn ngữ Ethno
|                         |                 |                  |
| Người Hausa với đàn hạc | Thanh niên Igbo | Nhạc công Yoruba |

Nigeria có hơn 250 dân tộc với ngôn ngữ và tập quán khác nhau. Điều này tạo nên nền văn hóa phong phú của Nigeria. Các bộ tộc lớn nhất là Fulani/Hausa, Yoruba, Igbo, chiếm khoảng 68% dân số Nigeria, trong khi các nhóm Edo, Ljaw, Kanuri, Lbibio, Ebira Nupe, và Tiv chỉ chiếm khoảng 27%; các nhóm dân tộc khác chiếm tỷ lệ 7% còn lại. Vành đai ở giữa nổi tiếng về sự đa dạng của các nhóm dân tộc, bao gồm Pyem, Goemai, và Kofya. Số liệu thống kê chính thức của mỗi nhóm vẫn luôn là tranh cãi bởi vì các nhóm khác nhau cho rằng các con số đó đã bị bóp méo để tạo điều kiện cho một bộ tộc nào đó giành ưu thế.
Trong thành phần dân số còn có số lượng nhỏ người Anh, Mỹ, Đông Ấn, Trung Quốc (khoảng 50,000), người Zimbabwe da trắng, Nhật, Hy Lạp, Sypria, người Li-băng. Cộng đồng dân nhập cư cũng bao gồm dân di cư từ tây Phi và đông Phi. Những nhóm thiểu số này chủ yếu định cư ở các thành phố lớn như Lagos, Abuja hoặc đồng bằng sông Niger làm công nhân cho các công ty khai thác dầu. Ngoài ra cũng có nhiều người Cuba sang Nigeria lánh nạn sau cuộc Cách mạng Cuba.
Vào giữa thế kỷ XIX, nhiều nô lệ sau khi được giải phóng có nguồn gốc từ Cuba hoặc Brazil đã di cư từ Sierra Leone và định cư ở Lagos và các vùng khác của Nigeria. Nhiều nô lệ được giải phóng sau nội chiến ở Hoa Kỳ cũng đến đây lập nghiệp. Nhiều dân nhập cư, có khi gọi là Saros (vì đến từ Sierra Leone) và Amaro (nô lệ giải phóng ở Brazil), sau đó đã trở thành những lái buôn thế lực hoặc các nhà truyền đạo.

### Ngôn ngữ

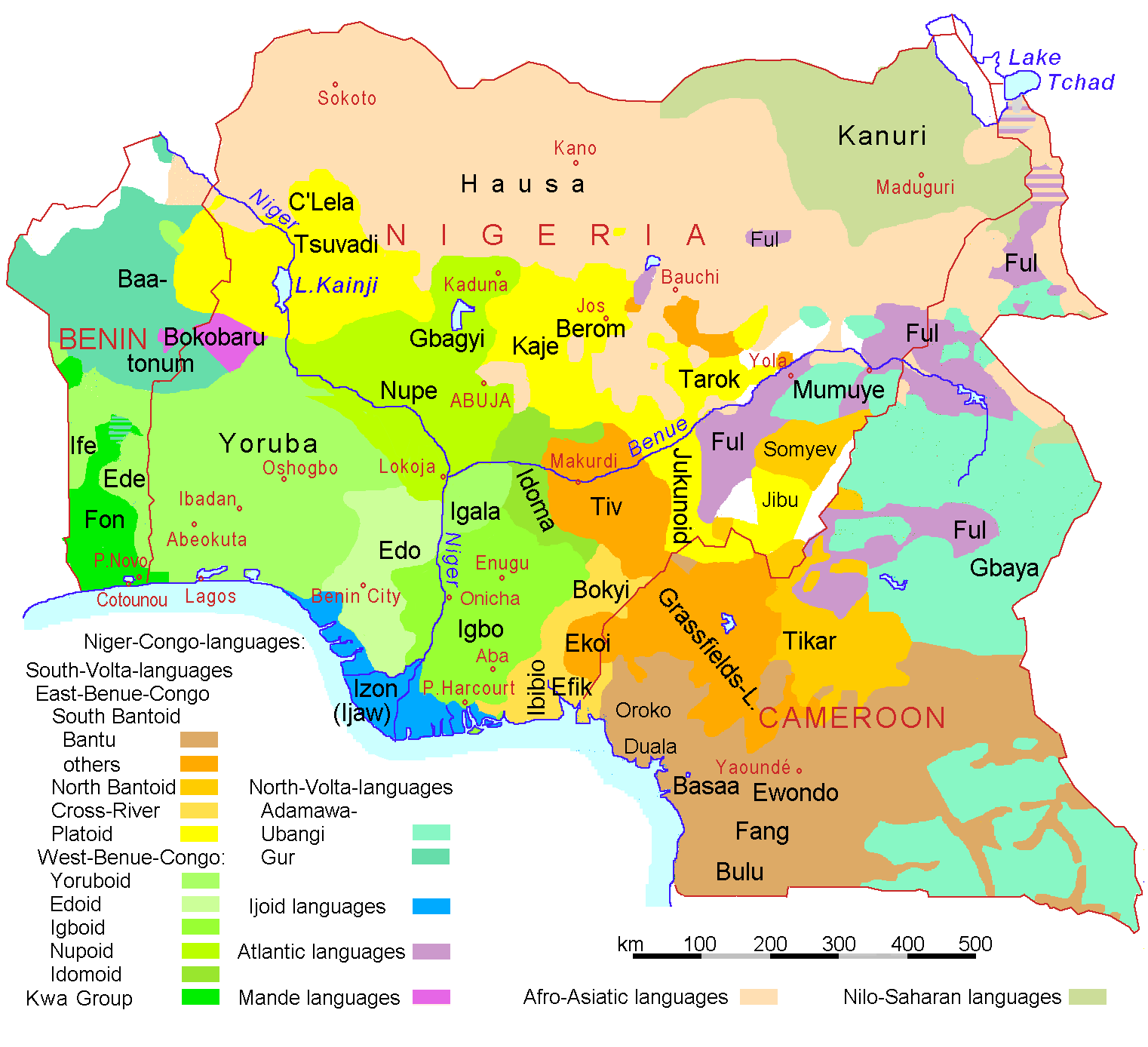
Bản đồ phân bố các nhóm ngôn ngữ ở Nigeria, Cameroon, và Bénin

Số ngôn ngữ ở Nigeria được ước tính là 521. Con số này bao gồm 510 ngôn ngữ còn tồn tại, hai ngôn ngữ thứ hai mà không có người bản ngữ và chín ngôn ngữ đã tuyệt chủng. Ở một số vùng của Nigeria, các nhóm dân tộc nói nhiều ngôn ngữ. Tiếng Anh được chọn là ngôn ngữ chính thức để tạo thuận lợi cho sự thống nhất văn hóa và ngôn ngữ của đất nước. Sự lựa chọn tiếng Anh như ngôn ngữ chính thức có liên quan đến một thực tế là một phần của dân số Nigeria nói tiếng Anh, kết quả của việc Nigeria nằm dưới sự cai trị của thực dân Anh mãi đến năm 1960.
Các ngôn ngữ chính được nói ở Nigeria đại diện cho ba nhóm ngôn ngữ lớn ở châu Phi - phần lớn là ngôn ngữ Niger-Congo, như tiếng Yoruba, tiếng Igbo, tiếng Hausa thuộc ngữ hệ Phi-Á; và Kanuri, nói ở phía đông bắc, chủ yếu là bang Borno, nằm trong nhóm ngôn ngữ Nilo-Sahara. Mặc dù hầu hết các nhóm dân tộc thích giao tiếp bằng ngôn ngữ riêng của họ, tiếng Anh vẫn là ngôn ngữ chính thức, và được sử dụng rộng rãi trong hệ thống giáo dục, các giao dịch kinh doanh, và cho các sự kiện trang trọng. Tiếng Anh được xem là ngôn ngữ thứ nhất, tuy nhiên, vẫn chỉ được nói bởi các nhóm nhỏ thành thị của đất nước, và nó không hề được nói ở một số vùng nông thôn. Với đa số dân số của Nigeria ở các vùng nông thôn, các ngôn ngữ giao tiếp chính trong nước vẫn là ngôn ngữ bản địa. Trong số này, đáng chú ý là Yoruba và Igbo, có nguồn gốc từ việc tiêu chuẩn hóa một số ngôn ngữ bản địa khác nhau và được sử dụng rộng rãi bởi các nhóm dân tộc đó. Tiếng Anh Pidgin, thường được gọi đơn giản là 'Pidgin' hoặc 'tiếng Anh biến thể", cũng là một ngôn ngữ phổ biến, mặc dù với khu vực khác nhau có chịu thêm ảnh hưởng của phương ngữ và tiếng lóng. Tiếng Anh hoặc tiếng Anh Pidgin được nói rộng rãi ở khu vực đồng bằng sông Niger, chủ yếu tại Warri, Sapele, Port Harcourt, Agenebode, và thành phố Benin.

## Văn hóa

### Văn học
Các nhà văn, nhà thơ Nigeria sáng tác nhiều tác phẩm nổi tiếng bằng tiếng Anh viết về thời kỳ sau thuộc địa. Nhà văn được biết tới nhất là Wole Soyinka, người châu Phi đầu tiên đạt giải Nobel về văn học, và Chinua Achebe nổi tiếng với tiểu thuyết "Things fall apart" (Quê hương tan rã) và bài bình luận đầy tranh cãi về Joseph Conrad. Các nhà văn, nhà thơ của Nigeria nổi tiếng thế giới khác còn có John Pepper Clark, Ben Okri, Cyprian Ekwensi, Buchi Emecheta, Helon Habila, Chimamanda Ngozi Adichie, và Ken Saro Wiwa, người bị chế độ quân sự trước tử hình năm 1995. Nigeria có ngành công nghiệp báo chí lớn thứ hai ở châu Phi (sau Ai Cập) với số lượng phát hành vài triệu bản mỗi ngày trong năm 2003.

### Âm nhạc và điện ảnh
Nigeria được gọi là "trái tim của âm nhạc châu Phi" vì vai trò của nó trong sự phát triển của nền âm nhạc highlife và rượi-cọ (palm wine) tây Phi, và là cầu nối giữa các nền âm nhạc Congo, Brasil, Cuba cùng một số nơi khác.
Nhiều nhạc sĩ cuối thể kỷ 20 như Fela Kuti đã thành công trong việc kết hợp các yếu tố văn hóa bản địa với nhạc Jazz và nhạc Soul của Mỹ để tạo nên dòng nhạc Afrobeat. Dòng nhạc JuJu là loại nhạc dụng cụ pha trộn nhạc truyền thống người Yoruba và được King Sunny Ade làm cho nổi tiếng. Ngoài ra còn có nhạc fuji theo phong cách nhạc dụng cụ Yoruba, được tạo ra và phát triển bởi Alhaji Sikiru Ayinde Barister. Nhạc hip-hop cũng đang trong giai đoạn hình thành ở Nigeria.
Các nhạc sĩ nổi tiếng người Nigeria là Fela Kuti, Adewale Ayuba, Ezebuiro Obinna, Alhaji Sikiru Ayinde Barrister, King Sunny Ade, Ebenezer Obey, Femi Kuti, Lagbaja, Dr. Alban, Sade Adu, Wasiu Alabi, Bola Abimbola và Tuface Ldibia.
Tháng 10 năm 2008, nhạc Nigeria nói riêng và nền âm nhạc châu Phi nói chung nhận được sự chú ý quốc tế khi MTV phát sóng lễ trao giải thưởng âm nhạc của châu Phi đầu tiên tại Abuja.
Nền công nghiệp điện ảnh Nigeria được gọi là Nollywood (giống như Bollywood của Ấn Độ đặt tên theo Hollywood của Mỹ). Nhiều phim trường đặt ở Lagos và Enugu, và trở thành một phần thu nhập quan trọng của các thành phố.

### Tôn giáo
Tôn giáo tại Nigeria (2013) 

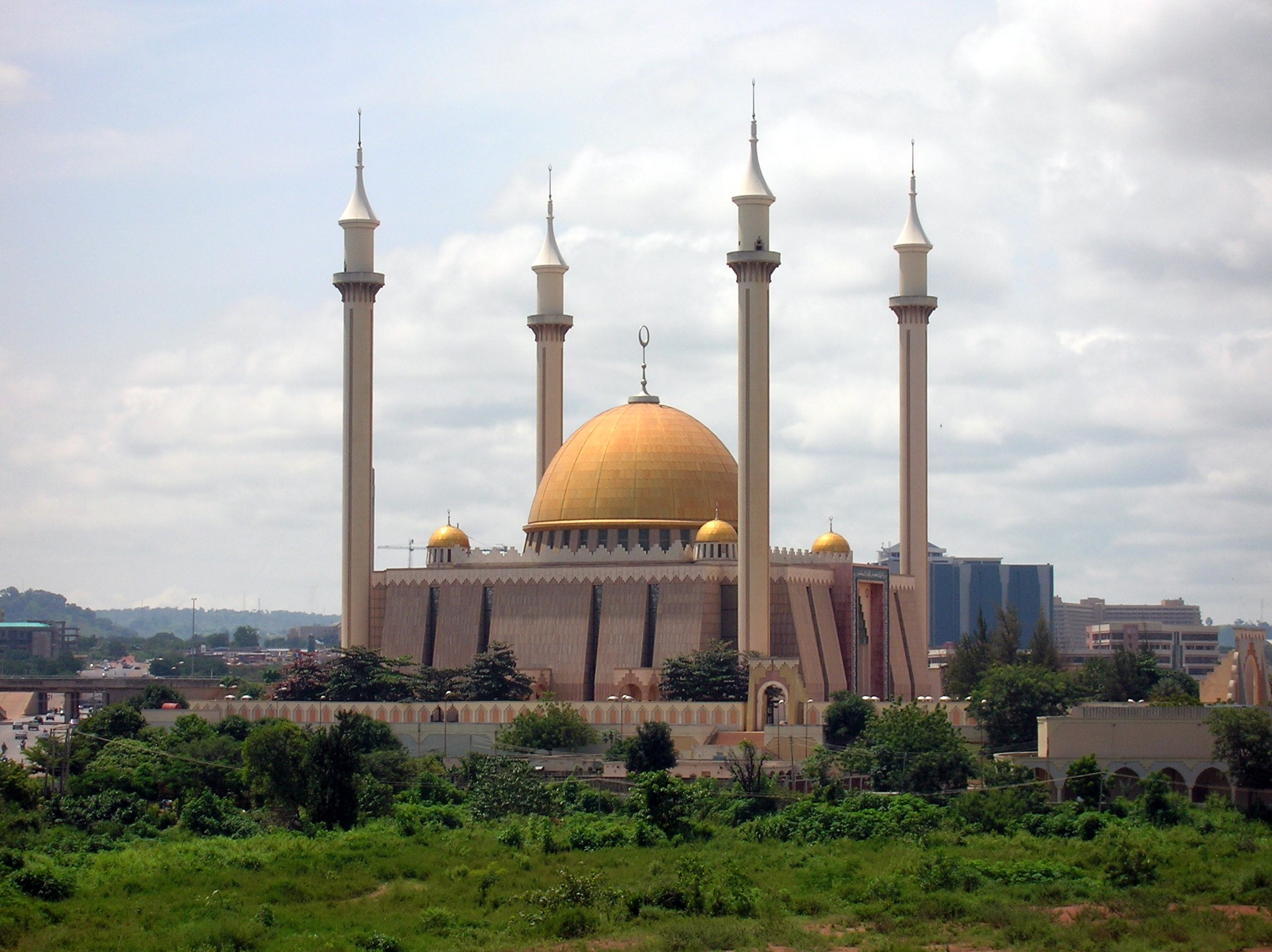
Thánh đường Hồi giáo Quốc gia Abuja

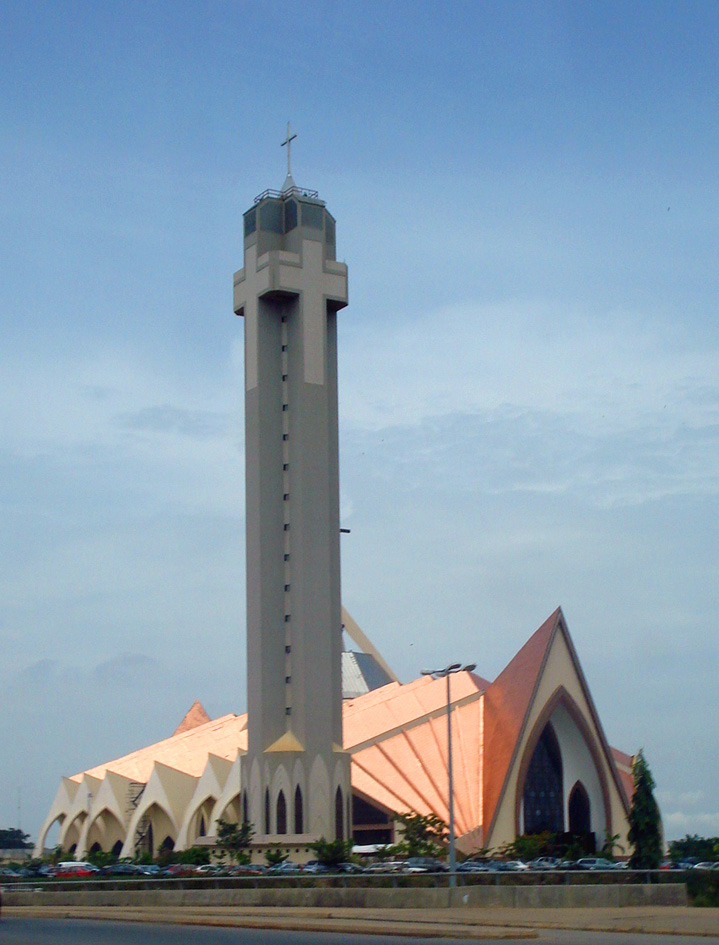
Nhà thờ Quốc gia Nigeria, Abuja

Nigeria có nhiều tôn giáo thể hiện sự khác biệt về địa lý và dân tộc, và chính điều này đã châm ngòi cho các xung đột sắc tộc và tôn giáo. Các tôn giáo lớn nhất ở Nigeria là Hồi giáo và Ki-tô giáo, cộng thêm một số người theo các tôn giáo bản địa. 50.4% dân số Nigeria theo Hồi giáo, 40,3% dân số theo Kitô giáo (trong đó 15% là đạo Tin Lành, 13.7% theo Công giáo Rôma, và 19.6% theo các nhánh khác của Ki-tô giáo), phần trăm còn lại là các loại tôn giáo khác. Miền bắc chủ yếu theo đạo Hồi; miền trung và tây nam có cả Hồi giáo và Kitô giáo còn miền đông nam và đồng bằng sông Niger đa số theo Ki-tô giáo, chủ yếu Công giáo, Anh giáo và Hội Giám lý, cùng với rất ít niềm tin truyền thống.
Cộng đồng Hồi giáo phần lớn theo dòng Sunni, nhưng cũng có dòng Shia và Sufi cùng với một ít theo Ahmadiyya. Việc một vài bang ở phía bắc đưa luật Hồi giáo Sharia vào hệ thống luật chính thức đã gây tranh cãi. Bang Kano đang cố gắng đưa luật Sharia vào Hiến pháp của bang.
Khắp khu vực người Yoruba ở phía tây, có nhiều người vẫn theo tín ngưỡng Yorubo với niềm tin rằng tất cả đều có thể trở thành Orisha.

### Thể thao

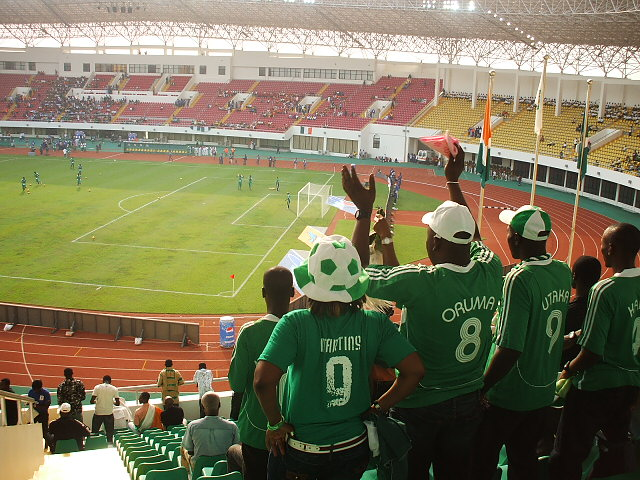
Một trận đấu bóng giữa đội tuyển Nigeria và Ghana

Bóng đá (soccer) là môn thể thao quốc gia của Nigeria do một liên đoàn bóng đá phụ trách. Đội tuyển bóng đá quốc gia Nigeria đã có một số lần vào được World Cup, đó là các năm 1994, 1998, 2002, 2010, 2014, 2018. Nigeria cũng đã từng đăng cai tổ chức World Cup trẻ (Junior World Cup) và đã giành huy chương vàng trong Đại hội thể thao mùa hè 1996 sau khi đánh bại Argentina và cũng đã tiến tới vòng chung kết của Giải Vô địch U-20 thế giới năm 2005. Tháng 12 năm 2007, Nigeria vô địch Cúp thế giới U-17 lần thứ ba, và trở thành nước châu Phi đầu tiên và nước thứ hai trên thế giới (sau Brasil) có thể làm nên kỳ tích đó. Nigeria cũng có tham gia và giành được thành tích ở các giải U-17 các năm 1985 tại Trung Quốc, 1993 tại Nhật Bản và 2007 tại Hàn Quốc.
Theo bảng xếp hạng FIFA thế giới tháng 9 năm 2007, Nigeria xếp hàng đầu danh sách các nước châu Phi và hàng thứ 19 trên thế giới. Nigeria cũng tham gia các môn thể thao khác như bóng rổ, bóng cric-kê (cricket), và điền kinh. Boxing cũng là môn thể thao quan trọng của Nigeria; Dick Tiger và Samuel Peter là những cựu vô địch thế giới.

### Ẩm thực
Ẩm thực Nigeria nói riêng và tây Phi nói chung nổi tiếng về sự phong phú và đa dạng. Nhiều loại thảo dược và gia vị được dùng chung với dầu cọ và dầu lạc để tạo ra các món canh có hương vị đậm đà của ớt.

## Vấn đề xã hội
Mặc dù thu được nguồn lợi lớn từ dầu mỏ, Nigeria vẫn phải đối mặt với nhiều vấn đề xã hội do năng lực điều hành yếu kém của chính quyền.

### Tình trạng bạo lực
Do sự phức tạp về sắc tộc, ngôn ngữ, trước thời kỳ độc lập Nigeria đã đối mặt với tình trạng xung đột giáo phái. Điều này là vấn đề thời sự chính ở khu vực khai thác dầu ở lưu vực sông Niger, nơi mà cả chính quyền và các nhóm dân sự đều cố gắng kiểm soát nguồn tài nguyên dầu mỏ. Một số nhóm thiểu số như Ogoni đã phải hứng chịu sự xuống cấp của môi trường do khai thác dầu mỏ.
Kể từ sau nội chiến 1970, tình trạng xung đột sắc tộc vẫn còn tiếp diễn. Tuy nhiên, cũng có thời kỳ tạm lắng sau khi chính quyền liên bang áp dụng các biện pháp cứng rắn trong cả nước.
Năm 2002, ban tổ chức cuộc thi sắc đẹp thế giới Miss World buộc phải di chuyển địa điểm dự định tổ chức ở thủ đô Nigeria là Abuja đến Luân Đôn trước tình trạng bạo lực gia tăng ở miền bắc làm chết hơn 100 người và 500 người bị thương sau khi một tờ báo có bài bình luận về Hồi giáo. 

### Vấn đề sức khỏe

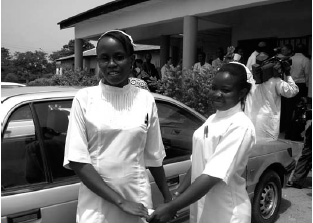
Vận động các y tá trở về nước làm việc nằm trong kế hoạch Ứng cứu khẩn cấp của Chính phủ

Nigeria gần đây đã tái cơ cấu hệ thống chăm sóc sức khỏe toàn dân sau khi Sáng kiến Bamako phát triển và giúp người dân dễ tiếp cận với thuốc men và các dịch vụ y tế công cộng bằng việc hỗ trợ chi phí cho người dùng. Điều này đã nâng cao chất lượng y tế và giảm đáng kể chi phí.
Tuy nhiên, hệ thống y tế Nigeria vẫn phải đối mặt với vấn đề thiếu bác sĩ do tình trạng "chảy máu chất xám" tới các nước phát triển như Bắc Mỹ và châu Âu. Chỉ tính riêng năm 2008 ước tính khoảng 21,000 bác sĩ người Nigeria đang làm việc tại Mỹ. Con số tương tự đang làm việc cho ngành y tế ở Nigeria. Thu hút nguồn bác sĩ này trở về làm việc trong nước được chính quyền đưa vào các mục tiêu hàng đầu cần phải làm.

### Tình trạng tội phạm
Nigeria nổi tiếng với loại tội phạm lừa đảo 419 (đặt tên theo điều 419, bộ Luật Hình sự Nigeria). Các đối tượng lừa đảo thường bắt đầu màn diễn với việc thuyết phục các nạn nhân đầu tư một khoản tiền nho nhỏ và đổi lại sẽ nhận được khoản thu về gấp bội. Năm 2003, Ủy ban Tội phạm kinh tế và tài chính quốc gia Nigeria được thành lập với mục đích ngăn chặn loại tội phạm này cùng với các loại tội phạm tài chính khác. Nó đã gặt hái được thành công trong việc vạch trần một số ông "trùm" khét tiếng và trả lại tài sản bị mất cho nạn nhân.

## Khí hậu
Có thể phân chia khu vực của Nigeria ra làm ba khu vực, khu vực phía bắc, khu vực phía nam, và khu vực mới được hình thành giữa hai khu vực trên. Khí hậu của khu vực phía nam được xác định bởi khí hậu của những khu rừng nhiệt đới ở đó,nơi mà lượng nước mưa hàng năm rơi vào khoảng từ 60 đến 80 inch một năm. Khu vực phía bắc mang khí hậu của vùng sa mạc, nơi lượng mưa mỗi năm thấp hơn 20 inch. Phần còn lại của đất nước-khu bực nằm giữa phía nam và phía bắc, là khu vực hoang mạc và thảo nguyên, nơi có lượng mưa mỗi năm từ 20 inch đến 60 inch.

## Hình ảnh

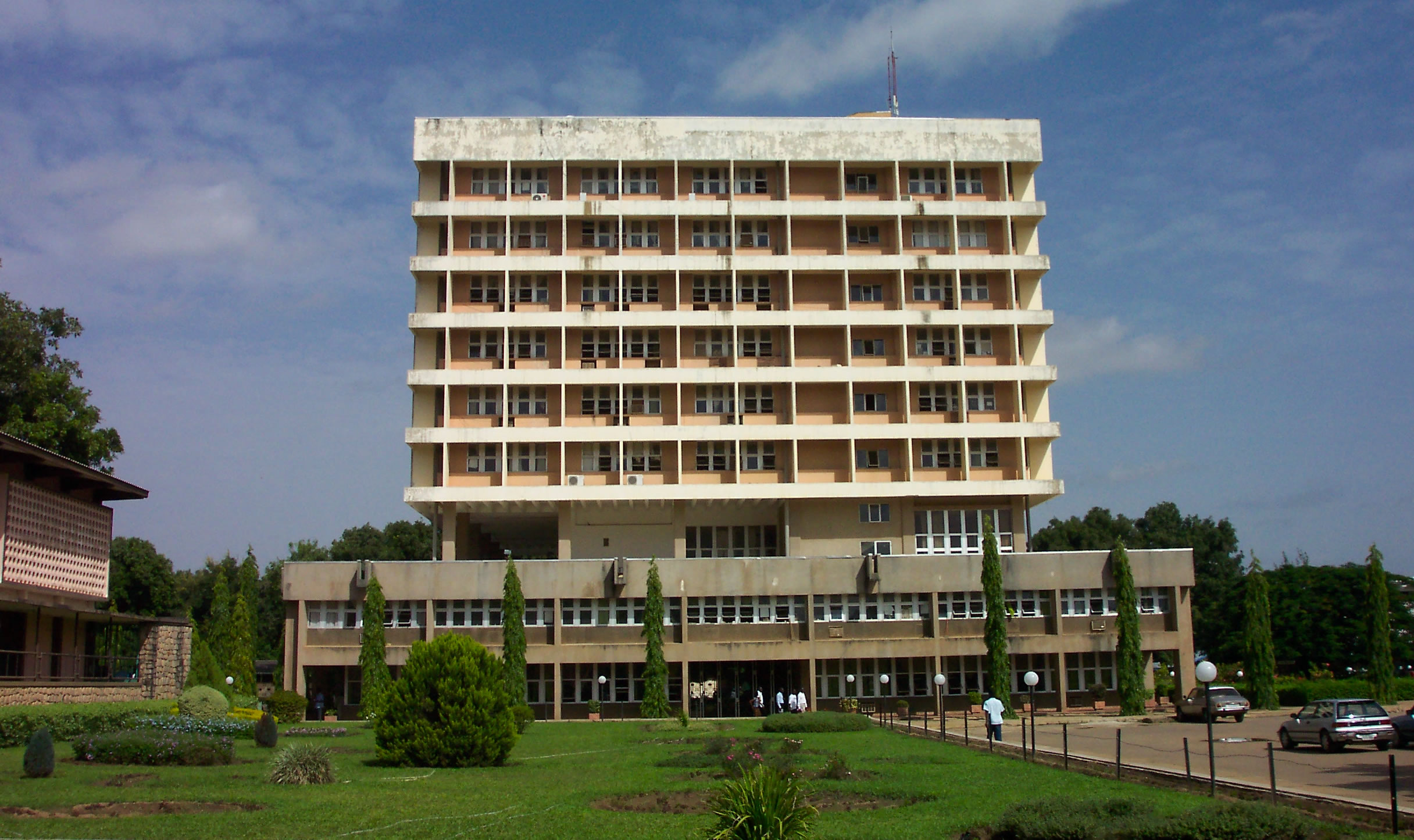
Đại học Ahmadu Bello ở Zaria. Đại học lớn thứ hai châu Phi
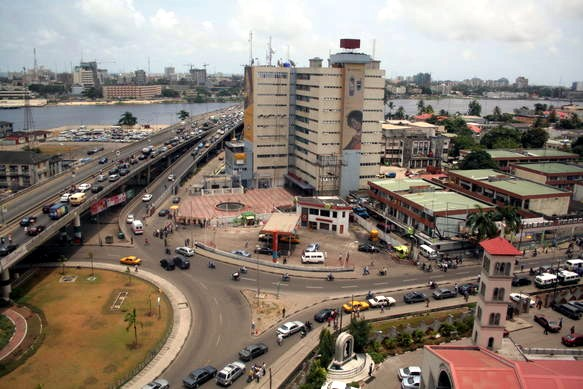
Trung tâm thương mại Golden Plaza ở Ikoyi, Lagos
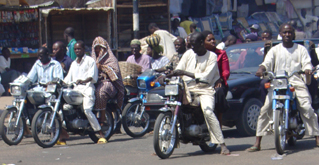
Cảnh đường phố ở Kano, Nigeria
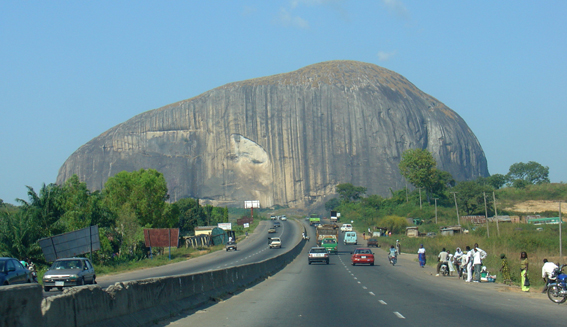
Đường dẫn vào thành phố Suleja, Nigeria
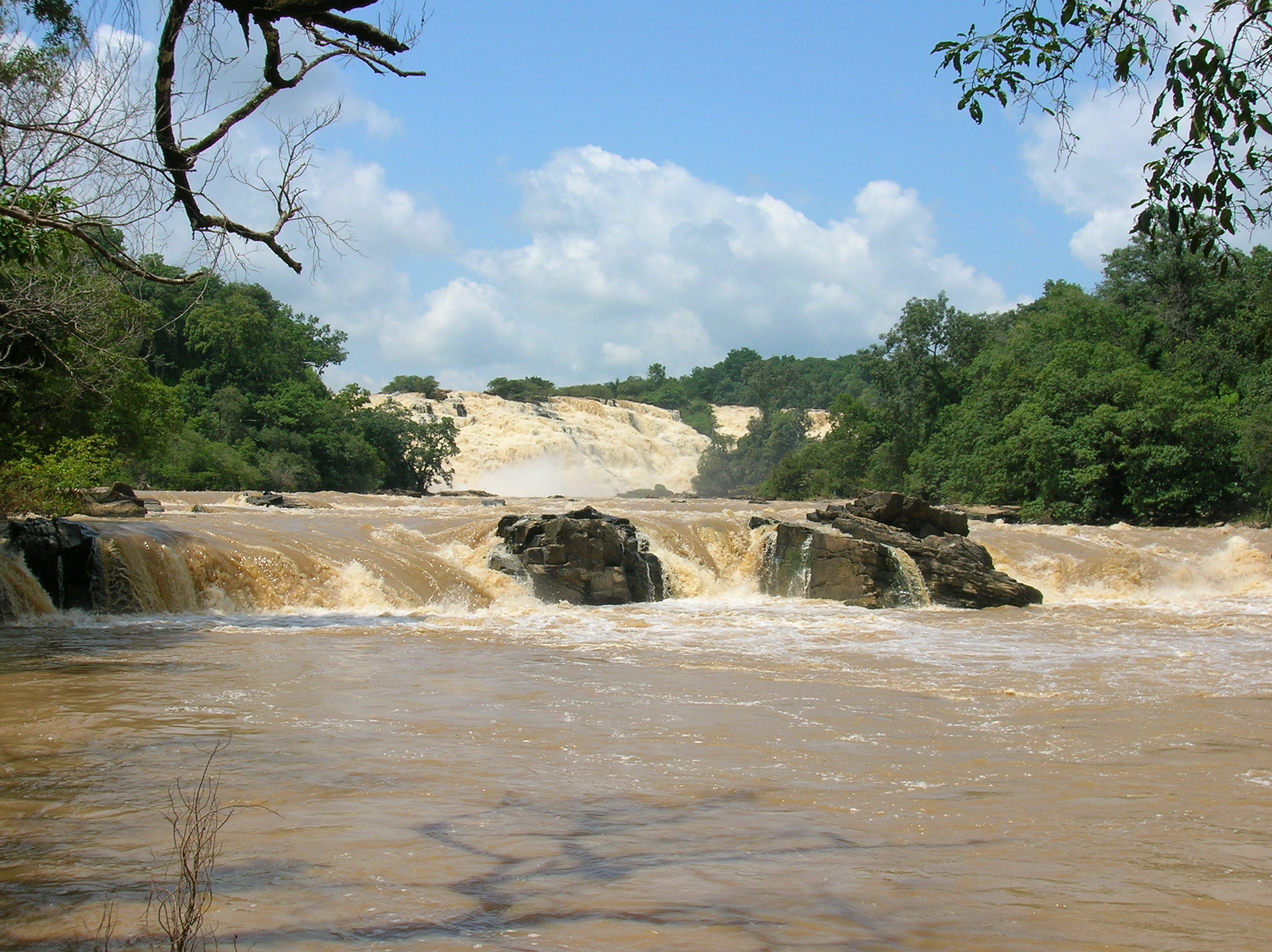
Thác Gurara trên sông Gurara, bang Niger
Tháp NNPC ở AbujaTháp NNPC ở Abuja
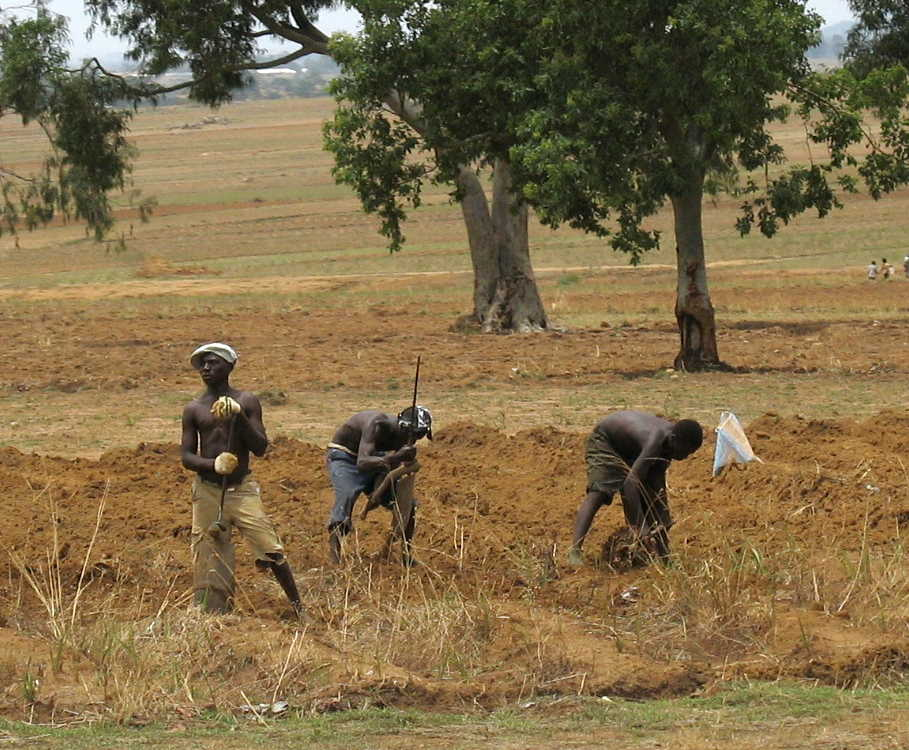
Làm ruộng ở Nigeria

### Tiếng Anh
1. ↑  "Languages of Nigeria". Ethnologue. Truy cập ngày 12 tháng 9 năm 2010.
2. ↑  Blench, Roger (2014). An Atlas Of Nigerian Languages. Oxford: Kay Williamson Educational Foundation.
3. ↑  "Africa: Nigeria". The World Factbook. Central Intelligence Agency. Truy cập ngày 21 tháng 6 năm 2020.
4. ↑  "Nigeria". The World Factbook (ấn bản thứ 2025). Cơ quan Tình báo Trung ương.
5. 1 2 3 4  "World Economic Outlook Database, April 2025" (bằng tiếng Anh).
6. ↑  "Poverty and Inequality Index". National Bureau of Statistics. Lưu trữ bản gốc ngày 13 tháng 4 năm 2021. Truy cập ngày 8 tháng 6 năm 2020.
7. ↑  "Human Development Report 2025" (PDF) (bằng tiếng Anh). Chương trình Phát triển của Liên Hợp Quốc. ngày 6 tháng 5 năm 2025. Lưu trữ (PDF) bản gốc ngày 6 tháng 5 năm 2025. Truy cập ngày 6 tháng 5 năm 2025.
8. ↑  Akinbode, Ayomide (ngày 2 tháng 4 năm 2019). "Why Nigeria changed from Right-Hand Drive to Left-Hand Drive in 1972". www.thehistoryville.com. Bản gốc lưu trữ ngày 9 tháng 7 năm 2021. Truy cập ngày 9 tháng 7 năm 2021. The terms 'right- and left-hand drive' refer to the position of the driver in the vehicle and are the reverse of the terms 'right- and left-hand traffic'.
9. ↑  "The World Factbook". Bản gốc lưu trữ ngày 31 tháng 8 năm 2020. Truy cập ngày 10 tháng 2 năm 2015.
10. ↑  "BBC World Service". Truy cập ngày 10 tháng 2 năm 2015.
11. ↑  Watts Michael, State, Oil and Agriculture in Nigeria, Berkeley, 1987. Truy cập ngày 22 tháng 2 năm 2007.
12. ↑  Nigeria, Military Faces Daunting Challenges, AP Press International, ngày 3 tháng 3 năm 1984. Truy cập ngày 22 tháng 2 năm 2007.
13. ↑  Nigeria stays calms as leader toppled in bloodless coup, The Globe and Mail, ngày 28 tháng 8 năm 1985. Truy cập ngày 22 tháng 2 năm 2007.
14. ↑  Michael Holman, Nigeria, Politics; Religious Differences Intensify, Financial Times, ngày 24 tháng 2 năm 1986.
15. ↑  Bilski Andrew, "Broken Promises" Maclean, ngày 6 tháng 9 năm 1993.
16. ↑  Diamond, Larry, Kirk-Greene Anthony, Oyeleye Oyediran, Transition without End: Nigerian Politics and Civil Society Under Babangida.
17. ↑  "Nigerian Lawyer: Abacha accounts apparently in Switzerland, Luxembourg, France, and Germany", AP press, ngày 10 tháng 1 năm 2000.
18. ↑  See, for instance, Rashid, Khadijat K. "Ethnicity and Sub-Nationalism in Nigeria: Movement for a Mid-West State/Ethnic Politics in Kenya and Nigeria/Federalism and Ethnic Conflict in Nigeria", in African Studies Review, September, 2003.
19. ↑  http://www12.georgetown.edu/students/organizations/nscs/Thủ%5B%5D đôscholar/lancia2.html
20. ↑  ^ "Collins Edomaruse, how Obasanjo cut UK, US to size", by Andrew Young, This Day (Nigeria) -, ngày 20 tháng 7 năm 2006.
21. ↑  Golda. Elinor Burkett, p. 202.
22. ↑  "Bản sao đã lưu trữ". Bản gốc lưu trữ ngày 18 tháng 5 năm 2011. Truy cập ngày 27 tháng 4 năm 2010.
23. ↑  Shaw Timothy, The State of Nigeria: Oil Prices Power Bases and Foreign Policy, Canadian Journal of African Studies, Vol 18, no 2, 1984.
24. ↑  "Bản sao đã lưu trữ". Bản gốc lưu trữ ngày 29 tháng 4 năm 2010. Truy cập ngày 27 tháng 4 năm 2010.
25. 1 2  "Bản sao đã lưu trữ". Bản gốc lưu trữ ngày 26 tháng 1 năm 2009. Truy cập ngày 25 tháng 4 năm 2010.
26. ↑  "The World Factbook". Bản gốc lưu trữ ngày 9 tháng 2 năm 2014. Truy cập ngày 10 tháng 2 năm 2015.
27. ↑  "Bản sao đã lưu trữ". Bản gốc lưu trữ ngày 14 tháng 4 năm 2009. Truy cập ngày 29 tháng 4 năm 2010.
28. ↑  D. N. Ogbonna, I. K. E. Ekweozor, F. U. Igwe (2002). "Waste Management: A Tool for Environmental Protection in Nigeria." A Journal of the Human Environment, 31, (1) (February 2002).
29. ↑  http://ehp.niehs.nih.gov/members/2005/113-8/spheres.html Lưu trữ ngày 11 tháng 10 năm 2008 tại Wayback Machine Environmental Health Perspectives 113 (8), August 2005. Truy cập ngày 15 tháng 5 năm 2007.
30. ↑  "Nigeria". The Economist. Truy cập ngày 10 tháng 2 năm 2015.
31. ↑  "Nigeria". Google Books. Truy cập ngày 30 tháng 9 năm 2015.
32. ↑  "Growing Apart". Google Books. Truy cập ngày 30 tháng 9 năm 2015.
33. ↑  "The New York Times Guide to Essential Knowledge, Second Edition". Google Books. Truy cập ngày 30 tháng 9 năm 2015.
34. ↑  "Nigeria". Google Books. Truy cập ngày 30 tháng 9 năm 2015.
35. ↑  "WORLD POPULATION TO INCREASE BY 2.6 BILLION OVER NEXT 45 YEARS, WITH ALL GROWTH OCCURRING IN LESS DEVELOPED REGIONS". Truy cập ngày 30 tháng 9 năm 2015.
36. ↑  "BBC NEWS". Truy cập ngày 10 tháng 2 năm 2015.
37. 1 2  https://www.cia.gov/library/publications/the-world-factbook/geos/vm.html Lưu trữ ngày 17 tháng 5 năm 2020 tại Wayback Machine CIA Factbook
38. ↑  http://www.cdc.gov/nchstp/od/gap/countries/docs/04profiles/FY04%20OGAC%20Nigeria.Final.pdf
39. ↑  "BBC NEWS". Truy cập ngày 10 tháng 2 năm 2015.
40. ↑  "About this Collection - Country Studies" (PDF). The Library of Congress. Truy cập ngày 30 tháng 9 năm 2015.
41. ↑  "Nigeria Guide -- National Geographic". National Geographic. Truy cập ngày 10 tháng 2 năm 2015.
42. ↑  "NIGERIA: Lagos, the mega-city of slums". IRINnews. Truy cập ngày 10 tháng 2 năm 2015.
43. ↑  Geographica: The complete Atlas of the world, "Nigeria", (Random House, 2002).
44. ↑  http://www.migrationinformation.org/Feature/display.cfm?id=690
45. ↑  "Multilingualism". Google Books. Truy cập ngày 30 tháng 9 năm 2015.
46. ↑  Adams, S. Black President: The Art and Legacy of Fela Anikulapo-Kuti: New Museum of Contemporary Art, New York, New York; This Is Lagos: Yabis Night, Music and Fela: Skoto Gallery, New York, New York [Exhibit]. African Arts v. 37 no. 1 (Spring 2004 Country.
47. ↑  Dominique Lewis (tháng 5 năm 2013). "Nigeria Round 5 codebook (2012)" (PDF). Afrobarometer. Afrobarometer. tr. 62. Truy cập ngày 13 tháng 9 năm 2015.
48. ↑  "Mapping out the Global Muslim Population" (PDF). Bản gốc (PDF) lưu trữ ngày 25 tháng 7 năm 2013. Truy cập ngày 21 tháng 12 năm 2010.
49. ↑  "Nigeria". Truy cập ngày 10 tháng 2 năm 2015.
50. ↑  Owobi Angrew, Tiptoeing Through A Constitutional Minefield: The Great Sharia Controversy in Nigeria, Journal Of African law, Vol 48, No 2, 2002.
51. ↑  "Effect of the Bamako". Bản gốc lưu trữ ngày 28 tháng 8 năm 2007. Truy cập ngày 10 tháng 2 năm 2015.
52. ↑  "nigerdeltacongress.com". Bản gốc lưu trữ ngày 27 tháng 5 năm 2011. Truy cập ngày 10 tháng 2 năm 2015.
53. ↑  VNEXPRESS Trò lừa 419, quốc nạn Nigeria Truy cập 28/02/2011
54. ↑  "Bản sao đã lưu trữ". Bản gốc lưu trữ ngày 18 tháng 9 năm 2009. Truy cập ngày 1 tháng 5 năm 2010.